# Лазуренко Валентин Миколайович
Валентин Миколайович Лазуренко (*13 вересня 1976, село Суботів Чигиринського району Черкаської області) — український історик і громадський діяч, доктор історичних наук, професор, проректор з гуманітарно-виховних питань Черкаського державного технологічного університету, Заслужений працівник освіти України, академік Національної академії наук вищої освіти України, академік Академії політико-правових наук України, Почесний працівник туризму України, Почесний краєзнавець України, голова Черкаської обласної організації Національної спілки краєзнавців України, член Національної спілки журналістів України, член Національної спілки краєзнавців України, лауреат Черкаської обласної краєзнавчої премії імені Михайла Максимовича, лауреат Черкаської обласної журналістської премії «Прометей», лауреат Премії імені народного вчителя О. А. Захаренка.

## Освіта
- Суботівська загальноосвітня середня школа імені Богдана Хмельницького Чигиринського району Черкаської області (1993);
- Черкаський державний університет імені Богдана Хмельницького, історичний факультет (з відзнакою) (1998);
- Аспірантура при кафедрі історії України Черкаського державного технологічного університету (2001).

2001 року захистив кандидатську дисертацію «Заможне селянство України в умовах НЕПу», а 2012-го — докторську дисертацію «Становлення та розвиток селянських фермерських господарств в Україні: соціально-економічний аспект (1921—1929 рр.)».

## Професійна і громадська діяльність
1998 року працював вчителем історії та правознавства Суботівської загальноосвітньої школи I—III ступенів Чигиринського району Черкаської області. У 2001—2007 — викладач, доцент кафедри історії України ЧДТУ, з 2013 — професор цієї кафедри. У 2007—2012 рр. — доцент кафедри суспільних дисциплін і права ЧДТУ. Нині професор кафедри історії та права Черкаського державного технологічного університету.
2003—2004 — заступник декана Факультету економіки та управління ЧДТУ, з 2005 по 2014  — помічник ректора з гуманітарної освіти та виховання. З 2014 — проректор з гуманітарно-виховних питань Черкаського державного технологічного університету.
Заступник голови правління Черкаської обласної організації Національної спілки краєзнавців України (з 2003 по 2021), заступник голови Ради Наукового товариства істориків-аграрників м. Черкаси (з 2003), член Національної спілки журналістів України (з 2003), член Черкаського регіонального відділення Всеукраїнського фонду відтворення видатних пам'яток історико-архітектурної спадщини імені Олеся Гончара (з 2002), член Черкаської обласної конкурсної комісії із присудження щорічної обласної краєзнавчої премії імені Михайла Максимовича (з 2006), член Правління Черкаської обласної організації Товариства Червоного Хреста (з 2005), член Осередку Наукового товариства ім. Т. Шевченка в Черкасах (з 2005), член Українського товариства істориків науки (з 2007), член Експертної ради Черкаського обласного центру еколого-натуралістичної творчості «Мала академія наук України» учнівської молоді (з 2008).
З  2016 р. член спеціалізованої вченої ради Д.73.053.01 у Черкаському національному університеті імені Богдана Хмельницького (Наказ  ЧНУ № 16/04 від 22.12.2016 р.). Відповідно до наказу Міністерства освіти і науки України № 530  від 06 червня 2022 р. знову включений до складу спеціалізованої вченої ради Д.73.053.01 зі спеціальності 07.00.01 «Історія України» у Черкаському національному університеті імені Богдана Хмельницького.
22 грудня 2021 р. на VI звітно-виборній конференції Черкаської обласної організації Національної спілки краєзнавців України Валентина Лазуренка обрано  головою Черкаської обласної організації Національної спілки краєзнавців України.

## Наукові інтереси та доробок
В. М. Лазуренко одним з перших в українській історичній науці (з 1999 р.) почав досліджувати проблему селянської заможності в українському селі в добу нової економічної політики (1921—1929 рр.). Автор ряду монографій по вищезаначеній проблемі: «Заможне селянство України в умовах НЕПу» (2003 р.), «Село. Хліб. Гроші. Податкова політика радянської влади в українському селі у період НЕПу» (2004 р., сп.), «Куркуль чи господар? Селянська економіка як соціальна категорія» (2005 р.), «Український фермер в добу НЕПу» (2011 р.,сп.), «Українське фермерство: злет і падіння (1921—1929 рр.)» (2013 р.).
У 2004 р. започаткував видання серії науково-популярних книг «Бібліотека історичної пам'яті „Джерела Вічності“». Мета серії — сприяти вихованню молоді, сучасних українців у морально-культурному національному дусі українства. На сьогодні побачили світ наступні книги згаданої вище серії: «Мудрість, дарована вікам» (2004 р.), «Каравани українського степу» (співавт., 2004 р.), «Від роду до роду. Громадський побут та життя українського селянства у другій половині XIX століття» (співавт., 2004 р.), «На перехресті епох. Богдан Хмельницький та його доба» (співавт., 2005 р.), «Хліборобські скарби. Створення, удосконалення і застосування землеробського інвентаря українським селянством» (співавт., 2007 р.), «Спадщина роду. Прізвища жителів Черкащини у назвах населених пунктів, держав, річок, морів, національностей» (співавт., 2011 р.), «У пошуках крипти великого державотворця України Богдана Хмельницького. Поховання гетьмана України Богдана Хмельницького в Іллінській церкві у с. Суботів: від столітніх досліджень, легенд та міфів до сучасних наукових гіпотез» (2019 р.).
Автор першого в історії Черкащини історико-краєзнавчого регіонального навчального посібника «Історія Чигиринщини (з найдавніших часів до сьогодення)» (2004 р.).
Автор (співавтор) понад 350 наукових праць, з них — 2 навчальні посібники, 12 монографій, 25 науково-популярних книг.
З червня 2014 р. голова Конкурсної комісії з присудження Черкаської обласної краєзнавчої премії імені Михайла Максимовича (рішення сесії Черкаської обласної ради № 32-4/VI від 27.06.2014 р.; рішення сесії Черкаської обласної ради від 12.06.2020 р. № 37-25/VII).
У 2014 р. створив в ЧДТУ Центр національно-патріотичної гідності. У 2017 р. започаткував проведення на базі ЧДТУ Обласного Фестивалю-конкурсу юнацької творчості «Крила».
Підготував, як науковий консультант одного доктора історичних наук, та як науковий керівник — дев'ять кандидатів історичних наук.
У 2016 р. обраний експертом Наукової ради Міністерства освіти і науки України  у секції «Соціально-історичні науки».
Значну увагу приділяє поширенню знань про історію черкаського краю та історії України в цілому. Постійно виступає на сторінках всеукраїнської та обласної преси, бере участь у тематичних передачах на радіо та телебаченні. Учасник регіональних, всеукраїнських, міжнародних наукових конференцій, симпозіумів, історичних читань, тощо.
В наукових публікаціях В. М. Лазуренка та його виступах в засобах масової інформації висвітлюються різні аспекти історії України, порушуються актуальні проблеми патріотичного виховання і формування національної свідомості громадян.
Член редакційних колегій наступних історико-краєзнавчих серійних видань на теренах Черкащини: «Подвижники краєзнавства Черкащини»; «Черкащина в контексті історії України»; «Краєзнавство Черкащини»; «Чигиринщина в історії України».
У 2018 р. спільно з однодумцями (істориками, краєзнавцями, музеєзнавцями) започаткував проведення на базі Черкаського державного технологічного університету щорічної Всеукраїнської науково-практичної конференції (з міжнародною участю) «Культурно-історична спадщина України: перспективи дослідження та традиції збереження».
Основне коло наукових інтересів — аграрна історія України, історичне краєзнавство, народознавство, персоналістика.
У 2019 р. В. М. Лазуренко активно, як історик і як краєзнавець, включився у новітній етап досліджень поховання засновника Української козацької держави, гетьмана  Богдана Хмельницького, які за ініціативи та підтримки ГО «Фонд Великий Льох» з кінця 2018 р. з перемінним успіхом проводяться в Іллінській церкві села Суботів Чигиринської територіальної громади Черкаської області. У 2019 р., у Іллінській церкві в Суботові відомі геофізики України зафіксували аномалії, які можна інтерпретувати як можливе поховання Б. і Т. Хмельницьких. За результатами обробки даних георадарного зондування, як зазначає геофізик К. Бондар, отримано чітке тривимірне зображення аномалії у центральній частині церкви. Її геометрія та розміри (довжина 3 м, ширина 1,3 м) відповідають об'єкту, схожому на склеп. На сьогодні з-під авторського пера В. М. Лазуренка з'явилось дві книги та більше десяти  наукових статей із власним сучасним баченням і трактуванням тих чи інших подій, пов'язаних зі смертю та похованням Б. Хмельницького в суботівській Іллінській церкві у 1657 р. На переконання В. М. Лазуренка, сьогодні «з'явився шанс просунутись вперед із пошуком праху гетьмана України Богдана Хмельницького, і цей шанс необхідно використати з розумом, не завдавши шкоди Іллінській церкві — пам'ятці культурної спадщини національного значення». З ґрунтовною доповіддю «Поховання гетьмана України Богдана Хмельницького в Іллінській церкві в с. Суботів: від столітніх досліджень, легенд та міфів до сучасних наукових гіпотез» вчений виступив 08 липня 2019 р. в Інституті історії України НАН України у м. Києві, де відбулась Всеукраїнська науково-практична конференція «Усипальниця гетьмана Богдана Хмельницького: історія, міфи, сучасний стан». В статті професора Т. В. Чухліба, надрукованій в Українському історичному журналі (№ 6 за 2019 р.) з приводу нами вищезазначеного, читаємо: «Д-р іст. наук, проф. Черкаського державного технологічного університету Валентин Лазуренко зупинився на проблемних питаннях, розкриття яких дає поштовх до розуміння того, а що ж насправді відбувалося у Чигирині та Суботові з тілом померлого засновника Української держави в період з 27 липня по 23 серпня 1657 р., а також зрозуміти, чи був похований Б. Хмельницький саме в Іллінській церкві? Фахівець побудував свою доповідь на основі виділення ряду історіографічних питань, на які дав власні пояснення. Перша проблема стосується року й дати смерті та дати поховання гетьмана Б.Хмельницького. Щодо року та дати смерті вчені єдині — це 1657-й рік і 27 липня того ж року — дата смерті, а 23 серпня — дата поховання за старим стилем».
Саме ця вищезгадана нами доповідь стала основою для наукового видання В. М. Лазуренка «У пошуках крипти великого державотворця України Богдана Хмельницького. Поховання гетьмана України Богдана Хмельницького в Іллінській церкві у с. Суботів: від столітніх досліджень, легенд та міфів до сучасних наукових гіпотез» (2019 р.)". Грунтовну рецензію на згадану вище книгу опубліковано у всеукраїнському журналі «Краєзнавство» № 3 за 2019 рік. Її автор, професор В. М. Мельниченко зокрема, зазначає: «Попри, на перший погляд, значний масив різнопланових джерел і матеріалів, які стосуються поховання Богдана Хмельницького, їх системному аналізу належної уваги донедавна не приділялося. Одним із кроків щодо заповнення цієї прогалини стала книга „У пошуках крипти великого державотворця України Богдана Хмельницького…“. …У своїй книзі автор, шукаючи відповідь ще на одне питання — „Наруга над прахом великого гетьмана: була чи не було?“, дійшов  висновку, що і цей епізод поки що залишається білою плямою…. вихід книги В. М. Лазуренка вбачається своєчасним і необхідним для подальшого науково обґрунтованого пошуку місця поховання Богдана Хмельницького в Іллінській церкві». Помітний суспільний резонанс мала стаття історика «Чи буде розкрито таємницю місця останнього спочину Богдана Хмельницького» у всеукраїнському журналі «Пам'ятки України. Національна спадщина» (2020, № 1).
Сьогодні вчений вступив у активну всеукраїнську наукову толерантну популяризаторську дискусію із противниками проведення подальших досліджень у Іллінській церкві на предмет підтвердження висунутих у 2019 р. гіпотез, про можливе поховання у ній Б. Хмельницького та його старшого сина Тимоша. В розрізі цього, В. М. Лазуренко у 2021 р. у харківському видавництві «Новий курс» видав книгу «Богдан Хмельницький і навпротистояння церков Суботова». Видання присвячене дослідженню питання можливої локалізації поховань гетьмана України Богдана Хмельницького та його старшого сина Тимоша у дерев'яній Михайлівській церкві в Суботові на Чигиринщині. Розглядаються версії щодо двох суботівських церков — Михайлівської та Іллінської — у вигляді своєрідного протистояння — «навпротистояння».
У 2022 р. головний історичний журнал нашої держави «Український історичний журнал» у числі № 2 опублікував грунтовну наукову статтю В. М. Лазуренка «Поховання гетьмана Б. Хмельницького у Суботові: візії та реалії». Практичне значення цієї статті дає змогу знизити невизначеність при вирішенні проблеми поховання Б.Хмельницького і привернути увагу істориків, краєзнавців та політиків до окресленої проблематики.
У 2006 р. В. М. Лазуренко, спільно з однодумцями (Надія Кукса, Оксана Мінська) започаткував проведення в Чигиринському районі Черкаської області учнівських історико-краєзнавчих конференцій «Чигиринщина в історії України». Цими конференціями професором В. М. Лазуренком започатковано актуальний для сьогодення шкільний краєзнавчо-виховний патріотичний рух, формою якого є проведення історико-краєзнавчих учнівських конференцій, із залученням до їх роботи науковців вищих навчальних закладів Черкащини та працівників музейних та бібліотечних установ регіону. Вже проведено дев'ять конференцій з виданням друкованих збірників робіт:
- ЧИГИРИНЩИНА В ІСТОРІЇ УКРАЇНИ. Збірник 1. Суботів: минуле і сучасність. Матеріали Першої історико-краєзнавчої учнівської конференції Суботівської загальноосвітньої  школи I—III ступенів Чигиринського району Черкаської області / за ред. доц. В. М. Лазуренка. — Черкаси, 2007. — 60 с.
- ЧИГИРИНЩИНА В ІСТОРІЇ УКРАЇНИ. Збірник 2. Чигиринщина в роки Великої Вітчизняної війни 1941—1945 рр. Матеріали Другої історико-краєзнавчої учнівської конференції Суботівської загальноосвітньої школи I—III ступенів Чигиринського району Черкаської області /за заг. ред. доцента В. М. Лазуренка. — Черкаси, 2008. — 192 с.
- ЧИГИРИНЩИНА В ІСТОРІЇ УКРАЇНИ. Збірник 3. Голодомор 1932—1933 рр., репресії  30-х — 40-х рр. XX ст. та голод 1947 р. на Чигиринщині. Матеріали Третьої історико-краєзнавчої учнівської конференції Суботівської загальноосвітньої школи I—III ступенів Чигиринського району Черкаської області / за заг. ред. доцента В. М. Лазуренка. — Черкаси, 2009. — 256 с.
- Чигиринщина в історії України. Збірник 4. Шкільна освіта Чигиринщини: погляд крізь століття. Матеріали Четвертої історико-краєзнавчої конференції Суботівської загальноосвітньої школи I—III ступенів Чигиринського району Черкаської області / за заг. ред. доцента В. М. Лазуренка. — Черкаси, 2011. — 324 с.
- ЧИГИРИНЩИНА В ІСТОРІЇ УКРАЇНИ. Збірник 5. Літопис Чигиринського краю. Матеріали П'ятої історико-краєзнавчої конференції «Чигиринщина в історії України» /за заг. ред. проф. В. М. Лазуренка. — Черкаси, 2016. — 436 с.
- ЧИГИРИНЩИНА В ІСТОРІЇ УКРАЇНИ. Збірник 6: Українська революція 1917—1921 рр.: 100 років боротьби. Матеріали Шостої міжрегіональної історико-краєзнавчої конференції «Чигиринщина в історії України» / за заг. ред. професора В. М. Лазуренка. — Черкаси, 2018. — 534 с.
- ЧИГИРИНЩИНА В ІСТОРІЇ УКРАЇНИ. Збірник 7: Аграрний розвиток Чигиринщини з найдавніших часів до сьогодення. Матеріали Сьомої міжрегіональної історико-краєзнавчої конференції «Чигиринщина в історії України» / за заг. ред. професора В. М. Лазуренка. — Черкаси, 2019. — 408 с.
- ЧИГИРИНЩИНА В ІСТОРІЇ УКРАЇНИ. Збірник 8: Культурна спадщина Чигиринщини. Матеріали Восьмої міжрегіональної історико-краєзнавчої конференції «Чигиринщина в історії України» / за заг. ред. професора В. М. Лазуренка. — Черкаси: видавець ФОП Гордієнко Є. І., 2020. — 382 с.
- ЧИГИРИНЩИНА В ІСТОРІЇ УКРАЇНИ. Збірник 9: Чигиринщина: 30 років незалежності: Матеріали Дев'ятої міжрегіональної історико-краєзнавчої конференції «Чигиринщина в історії України» / за заг. ред. професора В. М. Лазуренка. — Черкаси: видавець ФОП Гордієнко Є. І., 2021. — 465 с.

Головні друковані праці
- Лазуренко В. М. Українське фермерство: злет і падіння (1921—1929 рр.). — Черкаси: ЧДТУ, 2013. — 474 с.
- Лазуренко В. М. Заможне селянство України в умовах НЕПу. — Черкаси: Відлуння-Плюс, 2003. — 160 с.
- Лазуренко В. М. Куркуль чи господар? Селянська економіка як соціальна категорія. — Черкаси: «Ваш Дім», 2005. — 220 с.
- Лазуренко В. М. Історія Чигиринщини (з найдавніших часів до сьогодення). Навчальний посібник. — Черкаси: «Ваш Дім», 2004. — 456 с.
- Лазуренко В. М. Богдан Хмельницький і навпротистояння церков Суботова. — Харків: СГ НТМ «Новий курс», 2021. — 232 с.
- Лазуренко В. М. У пошуках крипти великого державотворця України Богдана Хмельницького. Поховання гетьмана України Богдана Хмельницького в Іллінській церкві у с. Суботів: від столітніх досліджень, легенд та міфів до сучасних наукових гіпотез. — Черкаси: Вертикаль, видавець Кандич С. Г., 2019. — 76 с.
- Лазуренко В. М., Паскаленко В. Є. Український фермер в добу НЕПу. — Черкаси: «Вертикаль», видавець Кандич С. Г., 2011. — 346 с.
- Лазуренко В. М. Мудрість, дарована вікам. — Черкаси: «Ваш Дім», 2004. — 52 с.
- Бушин М. І., Лазуренко В. М. Черкаський край в особах. 1941—2001. Чигиринщина. Книга 3. — Черкаси: Відлуння-Плюс, 2003. — 304 с.
- Лазуренко В. М., Вовкотруб Ю. М. Каравани українського степу. — Черкаси: «Ваш Дім», 2004. — 92 с.
- Корновенко С. В., Лазуренко В. М. Село. Хліб. Гроші. Податкова політика радянської влади в українському селі у період НЕПу. — Черкаси: «Ваш Дім», 2004. — 188 с.
- Лазуренко В. М., Лазуренко Ю. М. На перехресті епох. Богдан Хмельницький та його доба. — Черкаси: «Ваш Дім», 2005. — 92 с.
- Лазуренко В. М., Вовкотруб Ю. М. Без права на забуття. Черкащина у роки Великої Вітчизняної війни 1941—1945 рр. — Черкаси: «Ваш Дім», 2005. — 372 с.
- Бушин М. І., Лазуренко В. М., Мащенко І. Ю., Стрижак Є. М. Черкаси: 1954—2004. — Черкаси: «Черкаський ЦНТЕІ», 2005. — 448 с.
- Лазуренко В. М., Вовкотруб Ю. М. Хліборобські скарби. Створення, удосконалення і застосування господарського інвентаря українським селянством. — Черкаси: «Вертикаль», видавець Кандич С. Г., 2007. — 168 с.
- Лазуренко В. М. Роль шкільних історико-краєзнавчих конференцій у формуванні національного патріотизму (на прикладі Суботівської ЗОШ I—III ст. та Новоселицької ЗОШ І-ІІ ст. Чигиринського району Черкаської області). — Черкаси, 2008. — 44 с.
- Лазуренко В. М. Земля, осяяна Богданом. Чигиринщина. Золота підкова Черкащини. — Черкаси: ПП Гордієнко Є. І., 2008. — 396 с.
- Лазуренко В. М. Михайлом освячені. Лауреати Черкаської обласної краєзнавчої премії імені Михайла Максимовича. — Черкаси: «Вертикаль», 2009. — 58 с.
- Лазуренко В. М., Цехмистренко О. В. Спадщина роду. Прізвища жителів Черкащини у назвах населених пунктів, держав, річок, морів, національностей. — Черкаси: «Вертикаль», видавець Кандич С. Г., 2011. — 96 с.
- Лазуренко В. М. Ліг колоском на отчому порозі. Юрій Миколайович Вовкотруб — молодий дослідник української історії. — Черкаси: «Вертикаль», видавець Кандич С. Г., 2012. — 176 с.
- Лазуренко В. М. Поховання гетьмана Б. Хмельницького у Суботові: візії та реалії // Український історичний журнал. — 2022. — Число 2. — С. 175—193 (журнал входить в наукометричну базу данних Web of Science).
- Лазуренко В., Чепурда Г. Затоплені села // Українське суспільство в 1960–1980-х рр. Історичні нариси. Колективна монографія / Відп. ред. Віктор Даниленко. — Київ: Інститут історії України НАН України, 2022. — С. 647—662.
- Лазуренко В. Пошуки крипти гетьмана України Богдана Хмельницького:  археологічний вимір і суспільно-політичний резонанс // Осягаючи модерність. Студії та матеріали на пошану Олександра Реєнта. – К.: Інститут історії України Національної академії наук України, 2024. – С. 60 – 76 (наукове видання).
- Лазуренко В. М., Очеретяний В. В.  Селянське зерновиробництво в УСРР у другій половині 1920-х рр.: проблема державного диктату // Український історичний журнал. — 2022. — Число 5. — С. 112—120 (журнал входить в наукометричну базу данних Web of Science).

Праці присвячені історії Чигиринщини
- Лазуренко В. М. Герої Богданового краю // Велич подвигу народного (тези матеріалів обласної науково-практичної конференції, присвяченої 50-річчю Перемоги у Великій Вітчизняній війні 1941—1945 рр.). — Черкаси, 1995. — С. 84 — 85.
- Лазуренко В. М. Археологічні дослідження Суботівського Замчища // V Міжнародна археологічна конференція студентів та молодих вчених (м. Київ, 22 — 24 квітня 1997 р.): наукові матеріали. — К., 1997. — С. 291—293.
- Лазуренко В. М. «Дано з Суботова» // Чигиринські вісті. — 1997. — 13 серпня. — С. 3.
- Морозов А. Г., Лазуренко В. М. Церемоніал прийому іноземних гостей в Чигирині за часів Б. Хмельницького // Спеціальні історичні дисципліни: питання теорії та методики [Число 5] / Історіографічні дослідження в Україні [Вип. 10]: Збірка наукових праць на пошану академіка НАН України В. А. Смолія. — К.: НАН України. Інститут історії України, 2000. — С. 278—282.
- Лазуренко В. М. Іллінська церква // Українське козацтво: Мала енциклопедія. — Київ: Генеза; Запоріжжя: Прем'єр, 2002. — С. 179—180.
- Лазуренко В. М. Суботівський історичний музей // Українське козацтво: Мала енциклопедія. — К.: Генеза; Запоріжжя: Прем'єр, 2002. — С. 470.
- Лазуренко В. М. Національний історико-культурний заповідник «Чигирин» // Українське козацтво: Мала енциклопедія. — К.: Генеза; Запоріжжя: Прем'єр, 2002. — С. 338—339.
- Бушин М. І., Лазуренко В. М. Черкаський край в особах. 1941—2001. Чигиринщина. Книга 3. — Черкаси: Відлуння-Плюс, 2003. — 304 с.
- Лазуренко В. М. Де народився Богдан ? // Земля Черкаська. — 2003. — 11 квітня. — № 16 (569). — С. 5.
- Лазуренко В. М. А тим часом гайдамаки ножі освятили // Земля Черкаська. — 2003. — 20 червня. — № 26 (579). — С. 4.
- Лазуренко В. М. Під небом вічності // Земля Черкаська. — 2003. — 1 серпня. — № 32 (585). — С. 4.
- Лазуренко В. М. Де ж народився національний лідер України середини XVII століття Богдан Хмельницький (дискусії щодо часу і місця народження великого гетьмана) // Студентський меридіан. — 2003. — жовтень. — № 9 (10). — С. 6.
- Бушин М. І., Лазуренко В. М. Славетні люди Чигиринщини // Історичний феномен Чигиринського краю. Матеріали науково-практичної конференції Національного історико-культурного заповідника «Чигирин» 3 — 4 жовтня 2001 року. — К.: ТОВ «Видавництво Аратта», 2003. — С. 33 — 35.
- Морозов А. Г., Лазуренко В. М. Становлення дипломатичного протоколу в добу формування української державності // Історичний феномен Чигиринського краю. Матеріали науково — практичної конференції Національного історико-культурного заповідника «Чигирин» 3 — 4 жовтня 2001 року. — К.: ТОВ «Видавництво Аратта», 2003. — С. 29 — 32.
- Лазуренко В. М., Лазуренко Ю. М. Символ української державності // Історичний феномен Чигиринського краю. Матеріали науково — практичної конференції Національного історико-культурного заповідника «Чигирин» 3 — 4 жовтня 2001 року. — К.: ТОВ «Видавництво Аратта», 2003. — С. 103—111.
- Лазуренко В. М. Історія Чигиринщини (з найдавніших часів до сьогодення). Навчальний посібник. — Черкаси: «Ваш Дім», 2004. — 456 с.
- Бушин М. І., Лазуренко В. М., Мащенко І. Ю. На вітрилах державності. Особливості становлення та розквіту української державності в добу Національної революції середини XVII століття: політичний та соціально-економічні аспекти. — Черкаси: «Черкаський ЦНТЕІ», 2004. — 160 с.
- Бушин М. І., Лазуренко В. М., Мащенко І. Ю., Старовойтенко Н. В. Розвиток української культури в добу Національної революції середини XVII століття. — Черкаси, 2004. — 100 с.
- Лазуренко В. М. Трагічна історія церков Чигиринщини (20 — 30-ті роки XX ст.) // Свідок козацької слави: погляд крізь століття (до 350-річниці храму Б. Хмельницького в с. Суботові — церкви Святого Пророка Іллі): Матеріали науково-практичної конференції Національного історико-культурного заповідника «Чигирин». 1 — 2 серпня 2003 р. — Черкаси: НДІТЕХІМ, 2004. — С. 106—108.
- Лазуренко В. М. Один день в історії України // Земля Черкаська. — 2004. — 16 січня. — № 3 (608). — С. 4.
- Лазуренко В. М. Культурницькі процеси на Чигиринщині в роки незалежності України // Черкащина в контексті історії України. Матеріали Першої науково-краєзнавчої конференції Черкащини, присвяченої 50-річчю утворення Черкаської області. — Черкаси: «Ваш Дім», 2004. — С. 299—311.
- Лазуренко В. М. Державотворець України // AVTO PLUS. — 2004. — 16 грудня. — № 27 (71). — С. 7.
- Лазуренко В. М., Лазуренко Ю. М. На перехресті епох. Богдан Хмельницький та його доба. — Черкаси: «Ваш Дім», 2005. — 92 с.
- Бушин М. І., Лазуренко В. М. Витоки державності. Чигиринщина. — Черкаси, 2005. — 342 с.
- Лазуренко В. М. Місто слави козацької. — Черкаси: «Ваш Дім», 2005. — 28 с.
- Лазуренко В. М. Участь населення Чигиринщини у боротьбі з німецько-фашистськими окупантами // Черкащина в контексті історії України. Матеріали Другої науково-краєзнавчої конференції Черкащини, присвяченої 60-річчю Перемоги у Великій Вітчизняній війні 1941—1945 рр. — Черкаси: «Ваш Дім» 2005. — С. 216—227.
- Лазуренко В. М. Політичні репресії 30-х років XX ст. на Чигиринщині // Краєзнавство Черкащини. Збірник. № 8. — Черкаси: «Ваш Дім», 2005. — С. 163—168.
- Лазуренко В. М. А тим часом гайдамаки ножі освятили // Сільські обрії. — № 22 (11986). — 2005. — 1 липня. — С. 8.
- Лазуренко В. М. Де народився Богдан? // Сільські обрії. — № 32 (11991). — 2005. — 5 серпня. — С. 4.
- Лазуренко В. М. Тут кожен камінь пам'ятає гетьмана. Суботів — заміська резиденція гетьмана України Богдана Хмельницького. — Черкаси: «Ваш Дім», 2006. — 20 с.
- Лазуренко В. М. Посли в Чигирині // Черкащини. Часопис Всеукраїнського громадського об'єднання самодіяльних та професійних митців. Випуск № 4. — Черкаси: «Вертикаль», 2006. — С. 39 — 41.
- Лазуренко В. М. «Версаль» на Черкащині // Спадщина Черкащини. Часопис Всеукраїнського громадського об'єднання самодіяльних та професійних митців. Випуск № 4. — Черкаси: «Вертикаль», 2006. — С. 41 — 45.
- Лазуренко В. М. Чигиринщина: історія та сьогодення (короткий екскурс) // Чигиринщина в історії України. Збірник 1. Суботів: минуле і сучасність. Матеріали Першої історико-краєзнавчої учнівської конференції /за ред. доц. В. М. Лазуренка. — Черкаси, 2006. — С. 11 — 15.
- Лазуренко В. М. Чигиринщина — один із центрів духовного відродження України (90-ті рр. XX — початок XXI ст.) // Чигиринщина: історія і сьогодення. Матеріали науково-практичної конференції 17-18 травня 2006 р. — Черкаси: «Вертикаль», 2006. — С. 5 — 12.
- Лазуренко В. М. Гордість і слава отчого краю // Петриченко О. Т. Сини і дочки древнього краю. Вірші і поеми. — Монастирище, 2006. — С. 5 — 8) (передмова до книги).
- Лазуренко В. М. Чигиринщина на карті України // Петриченко О. Т. Стежками Чигиринщини іду. Поезії. — Черкаси: «Вертикаль», 2006. — С. 5 — 8 (передмова до книги поезій).
- Лазуренко В. М. Роль шкільних історико-краєзнавчих конференцій у формуванні національного патріотизму (на прикладі Суботівської ЗОШ I—III ст. та Новоселицької ЗОШ І-ІІ ст. Чигиринського району Черкаської області). — Черкаси, 2008. — 44 с.
- Лазуренко В. М. Земля, осяяна Богданом. Чигиринщина. Золота підкова Черкащини. — Черкаси: ПП Гордієнко Є. І., 2008. — 396 с.
- Лазуренко В. М. Події Великої Вітчизняної війни 1941—1945 років на Чигиринщині // Чигиринщина в історії України. Збірник 2. Чигиринщина в роки Великої Вітчизняної війни 1941—1945 рр. Матеріали Другої історико-краєзнавчої учнівської конференції /за заг. ред. доц. В. М. Лазуренка. — Черкаси, 2008. — С. 9 — 33.
- Лазуренко В. М. «Кам'яна баба» в селі Суботів Чигиринського району // Черкащина в контексті історії України. Матеріали Третьої науково-краєзнавчої конференції Черкащини, присвяченої проблемам охорони, збереження та використання історико-культурної спадщини. — Черкаси: Вертикаль, 2008. — С. 253—255.
- Лазуренко В. М. Роль учнівських історико-краєзнавчих конференцій у формуванні національного патріотизму // Чигиринщина: історія і сьогодення. Матеріали науково-практичної конференції 01 — 02 жовтня 2008 р. — Черкаси: «Вертикаль», 2008. — С. 15 — 24.
- Лазуренко В. М. Соціально-економічні процеси в українському селі періоду кінця 20-х — початку 30-х рр. XX ст. крізь призму ментальності заможного українського селянства" // Чигиринщина в історії України. Збірник 3. Голодомор 1932—1933 рр., репресії 30-х — 40-х рр. XX ст. та голод 1947 р. на Чигиринщині. Матеріали Третьої історико-краєзнавчої учнівської конференції Суботівської загальноосвітньої школи I—III ступенів Чигиринського району Черкаської області / за заг. ред. доцента В. М. Лазуренка. — Черкаси, 2009. — С. 22 — 24.
- Лазуренко В. М. Чигиринщина у вирі політичних репресій 1930-х років XX століття // Чигиринщина в історії України. Збірник 3. Голодомор 1932—1933 рр., репресії 30-х — 40-х рр. XX ст. та голод 1947 р. на Чигиринщині. Матеріали Третьої історико-краєзнавчої учнівської конференції Суботівської загальноосвітньої школи I—III ступенів Чигиринського району Черкаської області / за заг. ред. доцента В. М. Лазуренка. — Черкаси, 2009. — С. 141—146.
- Лазуренко В. М. Нетлінна слава Чигирина. За Указом Президента // Земля Черкаська. — 2009. — 30 січня. — № 5 (875). — С. 4.
- Лазуренко В. М. «Версаль» на Черкащині. Суботів — заміська резиденція гетьмана України Богдана Хмельницького // Проблеми регіональної історії в контексті загальноукраїнських подій. Наукові дослідження і документи. — К.: Синопсис, 2009. — С. 29 — 38.
- Лазуренко В. М. «Кістки Богдана Хмельницького» на показ // Прес-Центр. — 2009. — 09 грудня. — № 49 (229). — С. 27.
- Лазуренко В. М. Чигиринщина: трагедія не знищеного духу // Спадщина Черкащини. Часопис Всеукраїнського громадського об'єднання самодіяльних та професійних митців. Випуск № 7. — Черкаси: Видавець Чабаненко Ю. А., 2009. — С. 4 — 6.
- Лазуренко В. М. Українська національна революція середини XVII ст. і Чигиринщина // Записки Осередку Наукового Товариства ім. Шевченка у Черкасах: Зб.наук. статей. — Том 2: Праці історико-філософської секції / За ред. В. В. Масненка. — Черкаси: Осередок НТШ у Черкасах, 2009. — С. 37 — 44.
- Лазуренко В. М. Прооблеми та перспективи розвитку Черкащини туристичної (до постановки проблеми формування новітніх черкаських туристичних брендів) // Матеріали Другої Міжнародної науково-практичної конференції «Туристичний та готельно-ресторанний бізнес в Україні: проблеми розвитку та регулювання»: 16 — 18 березня 2011 року, м. Черкаси [Текст] /М-во освіти і науки України, Черкас. держ. технол. ун-т. — Черкаси: Видавець Чабаненко Ю. А., 2011. — С. 51 — 56.
- Лазуренко В. М., Лазуренко Ю. М. Історичні місця села Суботів Чигиринського району Черкаської області (Іллінська церква, Три криниці, Кам'яна баба), як об'єкти туристичного паломництва // Матеріали Другої Міжнародної науково-практичної конференції «Туристичний та готельно-ресторанний бізнес в Україні: проблеми розвитку та регулювання»: 16 — 18 березня 2011 року, м. Черкаси [Текст] / М-во освіти і науки України, Черкас. держ. технол. ун-т. — Черкаси: Видавець Чабаненко Ю. А., 2011. — С. 124—130.
- Лазуренко В. М. Шкільні історико-краєзнавчі конференції на Чигиринщині // Чигиринщина в історії України. Збірник 4. Шкільна освіта Чигиринщини: погляд крізь століття. Матеріали Четвертої історико-краєзнавчої учнівської конференції Суботівської загальноосвітньої школи I—III ступенів Чигиринського району Черкаської області / за заг. ред. доцента В. М. Лазуренка. — Черкаси, 2011. — С. 6 — 11.
- Лазуренко В. М. Учнівські історико-краєзнавчі конференції в школах Чигиринського району // Краєзнавство Черкащини. Збірник. № 9. — Черкаси: «Вертикаль», видавець Кандич С. Г., 2011. — 203—209.
- Лазуренко В. М. Шкільні історико-краєзнавчі конференції на Чигиринщині // Залізнякові читання. Матеріали Третьої наукової краєзнавчої конференції, с. Медведівка, 21 травня 2010 р. — Черкаси: Видавець Чабаненко Ю., 2010. — С. 4 — 8.
- Лазуренко В. М. Культурно-освітній розвиток Чигиринщини у 50-ті — 70-ті роки XX століття // Чигиринщина: історія і сьогодення. Матеріали науково-практичної конференції 30 вересня — 1 жовтня 2010 р. — Черкаси: «Вертикаль», 2011. — С. 347—354.
- Лазуренко В. М., Лазуренко Ю. М. Наслідки Афганської війни (1979—1989 рр.) для Чигиринщини // Чигиринщина: історія і сьогодення. Матеріали науково-практичної конференції 30 вересня — 1 жовтня 2010 р. — Черкаси: «Вертикаль», 2011. — С. 361—364.
- Лазуренко В. М. Шкільні історико-краєзнавчі конференції на Чигиринщині // XII Всеукраїнська наукова історико-краєзнавча конференція «Освітянське краєзнавство: досвід, проблеми, перспективи», присвячена 200-річчю від дня народження українських просвітителів І. Вагилевича та М. Шашкевича (6 — 7 жовтня 2011 р.). Збірник матеріалів. — Івано-Франківськ, 2011. — С. 99 — 105.
- Лазуренко В. Н. Столица казацкой Украины город Чигирин во времена гетманства Богдана Хмельницкого (1649—1657 гг.) // Из истории и культуры линейного казачества Северного Кавказа [Текст]: Материалы восьмой Международной Кубанско-Терской научно-практической конференции / под ред. Н. Н. Великой, С. Н. Лукаша. — Армавир: ИП Шурыгин В. Е., 2012. — С. 86 — 89.
- Лазуренко В. М. Висвітлення історії Чигиринщини в працях наукової школи професора М. І. Бушина // Гілея: науковий вісник. Збірник наукових праць / Гол. ред. В. М. Вашкевич. — К. : ВІР УАН, 2013. — Випуск 73 (№ 6). — С. 117—119.
- Лазуренко В. М. Чигиринський край в долі Тараса Шевченка // Матеріали XIII Всеукраїнської наукової історико-краєзнавчої конференції, присвяченої 200-річчю від дня народження Т. Г. Шевченка, м. Канів, 24 — 25 жовтня 2014 р. / за заг. ред. О. П. Реєнта. — Черкаси, 2014. –С. 154—160.
- Лазуренко В. Н. Дискуссии относительно времени и места рождения национального лидера Украины середины XVII века гетмана Богдана Хмельницкого // Из истории и культуры линейного казачества Северного Кавказа [Текст]: Материалы девятой международной Кубанско-Терской научно-практической конференции / под ред. Н. Н. Великой, С. Н. Лукаша. — Армавир: ИП Шурыгин В. Е., 2014. — С. 213—214.
- Lazurenko V. The destruction of ecclesiastical arhitectural monuments of Chygyryn district in the 20-30-s of the XX century // Гуманітарний вісник: всеукр. зб. наук. праць. — Число 24. Вип.8. Серія: історичні науки. / М-во освіти і науки України, Черкас. держ. технол. ун-т. — Черкаси: ЧДТУ, 2016. — С. 99 — 103. — Англ. мовою.
- Лазуренко В. М. Тут кожен камінь пам'ятає гетьмана // Нераденко Т. М. Відділення історії Черкаського обласного територіального відділення Малої академії наук України (з досвіду роботи): навчально-методичне видання. — Черкаси: ПП Чабаненко Ю. А., 2016. — С. 336—342.
- Лазуренко В. М., Лазуренко Ю. М. Національний лідер України середини XVII століття Богдан Хмельницький: дискусійні сторінки біографії // Матеріали VII Міжнародної науково-практичної конференції «Туристичний та готельно-ресторанний бізнес в Україні: проблеми розвитку та регулювання»: 24 — 25 березня 2016 року, м. Черкаси: у 2-х томах / М-во освіти і науки України, Черкас. держ. технол. ун-т. — Т. 1. — Черкаси: Видавець Чабаненко Ю. А., 2016. — С. 244—246.
- Лазуренко В. М., Лазуренко Ю. М. Суботів в часи гетьманування Богдана Хмельницького // Чигиринщина в історії України. Збірник 5. Літопис Чигиринського краю. Матеріали П'ятої історико-краєзнавчої конференції «Чигиринщина в історії України». — Черкаси, 2016. — С. 144—151.
- Лазуренко В. М. Духовний пророк нації і Чигиринщина // Чигиринщина в історії України. Збірник 5. Літопис Чигиринського краю. Матеріали П'ятої історико-краєзнавчої конференції «Чигиринщина в історії України». — Черкаси, 2016. — С. 212—219.
- Лазуренко В. М. Нищення церковної архітектури Чигиринщини в перші десятиліття становлення радянської влади // Чигиринщина в історії України. Збірник 5. Літопис Чигиринського краю. Матеріали П'ятої історико-краєзнавчої конференції «Чигиринщина в історії України». — Черкаси, 2016. — С. 241—242.
- Зозуля Н. М., Лазуренко В. М. Свідчення старшин та офіцерів армії УНР про політичні орієнтації повстанського руху в Середньому Подніпров'ї у 1918 — на поч. 1920-х рр. // Гуманітарний вісник: всеукр. зб. наук. праць. — Число 27. Вип.11 / М-во освіти і науки України, Черкас. держ. технол. ун-т. — Черкаси: ЧДТУ, 2017. — С. 187—194. — (Серія: Історичні науки).
- Лазуренко В. М. Внесок наукової школи з проблем історії Черкаського державного технологічного університету у висвітлення історії Чигиринщини // Матеріали VIII Міжнародної науково-практичної конференції «Туристичний та готельно-ресторанний бізнес в Україні: проблеми розвитку та регулювання»: 23 — 24 березня 2017 року, м. Черкаси: у 2-х томах / М-во освіти і науки України, Черкас. держ. технол. ун-т. — Т. 1. — Черкаси: Видавець Чабаненко Ю. А., 2017. — С. 259—263.
- Лазуренко В. М. Чигирин — один з центрів політичного життя Східної Європи XVII ст. / Чигиринські вісті. — 2017. — 21 січня. — № 3 (12741). — С. 8.
- Лазуренко В. М. Національна трагедія України — Голодомор 1932—1933 років у населених пунктах Черкащини: краєзнавча складова дослідження // Чигиринщина в історії України. Збірник 6: Українська революція 1917—1921 рр.: 100 років боротьби. Матеріали Шостої міжрегіональної історико-краєзнавчої конференції «Чигиринщина в історії України» / за заг. ред. професора В. М. Лазуренка. — Черкаси, 2018. — С. 499—511.
- Лазуренко В. М. У пошуках крипти великого державотворця України Богдана Хмельницького. Поховання гетьмана України Богдана Хмельницького в Іллінській церкві у с. Суботів: від столітніх досліджень, легенд та міфів до сучасних наукових гіпотез / В. М. Лазуренко. — Черкаси: Вертикаль, видавець Кандич С. Г., 2019. — 76 с.
- Лазуренко В. М. Сучасний історіографічний погляд на проблему встановлення дати закінчення земного життя та локалізацію поховання гетьмана України Богдана Хмельницького // Гуманітарний вісник: зб. наук. праць. — Число 31. Вип. 15 / М-во освіти і науки України, Черкас. держ. технол. ун-т. — Черкаси: ФОП Гордієнко Є. І., 2019. — С. 5 — 14. — (Серія: Історичні науки).
- Лазуренко В. М. Створення Пантеону пам'яті великого державотворця України Богдана Хмельницького: безпековий аспект // Безпека в сучасному світі. Матеріали Міжнародної наукової конференції. 27 — 28 вересня 2019 р., м. Дніпро / Наук. ред. О. Ю. Висоцький. — Дніпро: СПД. «Охотнік», 2019. — С. 147—150.
- · Лазуренко В. М. Новітні пошуки крипти великого державотворця Богдана Хмельницького як наближення суспільства до усвідомлення необхідності створення пантеону національної Пам'яті українських героїв // Культурно-історична спадщина України: перспективи дослідження та традиції збереження: матеріали II-ої Всеукраїнської науково-практичної конференції (з міжнародною участю) (10 — 11 жовтня 2019 р., упоряд.: д.і.н., проф. В. М. Лазуренко, к.і.н., доц. І. Ю. Стадник, к.і.н., доц. О. О. Яшан) / М-во освіти і науки України, Черкас. держ. технол. ун-т. — Черкаси:, ФОП Гордієнко Є. І. 2019. — С. 150—155.
- Лазуренко В. М. Сучасні дослідження направлені на пошук крипти гетьмана Богдана Хмельницького, як реальне наближення суспільства до усвідомлення необхідності створення Пантеону національної пам'яті українських героїв // Актуальні проблеми сучасного культурно-освітнього простору: Збірник статей і матеріалів Міжнародної науково-практичної інтернет-конференції (6 — 7 листопада 2019 р.). — Полтава: ПНТУ імені В. Г. Короленка, 2019. — С. 74 — 76.
- Лазуренко В. М. Історичні джерела і сучасні наукові розвідки про поховання гетьмана України Богдана Хмельницького у контексті українського державотворення // Витоки та становлення козацького руху на етнічних землях України. Постать Івана Виговського в контексті української історії / Матеріали Третьої Всеукраїнської науково-історичної конференції. 14 грудня 2019 р., м. Бар Вінницької області. — Вінниця: ПП Балюк І. Б., 2019. — С. 204—209.
- Лазуренко В. М. Датування смерті та поховання великого державотворця України Богдана Хмельницького: сучасний історіографічний огляд // Чигиринщина: історія і сьогодення. Матеріали VII науково-практичної конференції 21 — 22 листопада 2019 р. / Упор. Я. Л. Діденко, О. І. Трощинська, Л. О. Абашіна. — Черкаси: видавець Кандич С. Г., 2019. — С. 8 — 10.
- Лазуренко В. М. Тема Голодомору 1932—1933 рр. у дослідженнях краєзнавців Черкащини // Краєзнавство Черкащини. Випуск 13 / Упор. В. М. Мельниченко, Г. М. Голиш, Л. І. Синявська. — Черкаси: «Вертикаль», видавець Кандич С. Г., 2019. — С. 183—198.
- Лазуренко В. М. Сучасний погляд на історичні події 1664 року. Наруга над прахом великого українського гетьмана Богдана Хмельницького: була чи не було? // Гуманітарний вісник: зб. наук. праць. — Число 32. Вип. 16 / М-во освіти і науки України, Черкас. держ. технол. ун-т. — Черкаси: ЧДТУ, 2020. — С. 5 — 12. — (Серія: Історичні науки) (фахове видання).
- Лазуренко В. М. Чи буде розкрито таємницю місця останнього спочину Богдана Хмельницького // Пам'ятки України. Національна спадщина. — 2020. — № 1 — 3. — С. 52 — 58.
- Лазуренко В. М. Історичні джерела і сучасні наукові розвідки про поховання гетьмана України Богдана Хмельницького у контексті українського державотворення // Краєзнавство Черкащини. Випуск 13 /Упор. В. М. Мельниченко, Г. М. Голиш, Л. І. Синявська. — Черкаси: «Вертикаль», видавець Кандич С. Г., 2020. — С. 29 — 35.
- Лазуренко В. М. Літописна необачність чи свідома фальсифікація української історії. 1664 рік: таємниця осквернення могили і праху великого українського державотворця Богдана Хмельницького // Освіта і наука у мінливому світі: проблеми та перспективи розвитку. Матеріали II Міжнародної наукової конференції. 27 — 28 березня 2020 р., м. Дніпро. Частина II. / Наук. ред. О. Ю. Висоцький. — Дніпро: СПД «Охотнік», 2020. — С. 112—116.
- Лазуренко В. М. Столітні наближення і віддалення українського суспільства від розкриття таємниці місця поховання великого гетьмана України Богдана Хмельницького // Вісник гуманітарного наукового товариства: наукові праці. Випуск 20. Черкаси: ЧІПБ імені Героїв Чорнобиля НУЦЗ України, 2020. — С. 52 — 58.
- Лазуренко В. М. Чи буде розкрита у XXI столітті таємниця знаходження місця останнього спочину державотворця України Богдана Хмельницького? // Чигиринщина в історії України. Збірник 8: Культурна спадщина Чигиринщини. Матеріали Восьмої міжрегіональної історико-краєзнавчої конференції «Чигиринщина в історії України» / за заг. ред. професора В. М. Лазуренка. — Черкаси: видавець ФОП Гордієнко Є. І., 2020. — С. 5 — 12.
- Лазуренко В. М. Свідомо вигадана історична легенда, мета якої — фальсифікація історії України // Чигиринщина в історії України. Збірник 8: Культурна спадщина Чигиринщини. Матеріали Восьмої міжрегіональної історико-краєзнавчої конференції «Чигиринщина в історії України» / за заг. ред. професора В. М. Лазуренка. — Черкаси: видавець ФОП Гордієнко Є. І., 2020. — С. 302—308.
- Лазуренко В. М. Прийде час, і ми повернемося до потужної ролі бібліотек саме у формуванні реального українського патріотизму // https://novadoba.com.ua/342161-pryjde-chas-i-my-povernemosya-do-potuzhnoyi-roli-bibliotek-same-u-formuvanni-realnogo-ukrayinskogo-patriotyzmu.html
- Лазуренко В. М. Певні сили знищують бібліотеки ://procherk.info/direct/624-lazurenko/85935-lazurenko-pevni-sili-znischujut-biblioteki [Архівовано 14 травня 2022 у Wayback Machine.]
- Лазуренко В. М. Михайлівська церква в Суботові як об'єкт для сучасних наукових дискусій // Культурно-історична спадщина України: перспективи дослідження та традиції збереження: матеріали III-ої Всеукраїнської науково-практичної конференції (з міжнародною участю) (05 — 06 листопада 2020 р., упоряд.: д.і.н., проф. В. М. Лазуренко, к.і.н., доц. І. Ю. Стадник, к.і.н., доц. О. О. Яшан) / М-во освіти і науки України, Черкас. держ. технол. ун-т. — Черкаси:, ФОП Гордієнко Є. І. 2020. — С. 11 — 18.
- Лазуренко В. М. Богдан Хмельницький і навпротистояння церков Суботова. — Харків: СГ НТМ «Новий курс», 2021. — 232 с.
- Лазуренко В. М. Усипальниця Гетьмана України Богдана Хмельницького в Суботові має свою написану історію // Краєзнавство. Науковий журнал / Національна спілка краєзнавців України, Інститут історії України НАН України. — 2021. — № 1 — 2. — С. 136—138.
- Лазуренко В. М. До питання пошуку реального місця поховання державотворця України Богдана Хмельницького // Поділля в роки Української національної революції середини XVII століття / Матеріали Всеукраїнської науково-краєзнавчої конференції, приуроченої 370-й річниці героїчної оборони Вінниці на чолі з полковником Іваном Богуном. Вінниця, 04 березня 2021 р. — Вінниця: ПП Балюк І. Б., 2021. — С. 211—225.
- Лазуренко В. М. Чи підтверджують історичні джерела факт поховання гетьмана України Богдана Хмельницького у Михайлівській церкві в Суботові? // Чигиринщина в історії України. Збірник 9: Чигиринщина: 30 років незалежності: Матеріали Дев'ятої міжрегіональної історико-краєзнавчої конференції «Чигиринщина в історії України» / за заг. ред. професора В. М. Лазуренка. — Черкаси: видавець ФОП Гордієнко Є. І., 2021. — С. 5 — 16.
- Лазуренко В. М. Поховання гетьмана Б. Хмельницького у Суботові: візії та реалії // Український історичний журнал. — 2022. — Число 2. — С. 175—193.
- Лазуренко В. М. Дискусійне поле історичного минулого Іллінської і Михайлівської церков у Суботові як можливих усипальниць гетьмана України Богдана Хмельницького // Матеріали V Всеукраїнської науково-практичної конференції «Культурно-історична спадщина України: перспективи дослідження та традиції збереження» (з міжнародною участю) (м. Черкаси, ЧДТУ, 20 — 21 жовтня 2022 р.) / упоряд. : В. М. Лазуренко, І. Ю. Стадник, О. О. Яшан ; М-во освіти і науки України, Черкас. держ. технол. ун-т. — Черкаси: видавець Гордієнко Є. І., 2022. — С. 227—238.
- Лазуренко В. Творча спадщина Тараса Шевченка як дослідницьке джерело пошуків місця останнього спочинку державотворця України Богдана Хмельницького // «Тарасова Гора: люди і події»: матеріали Міжнародної науково-практичної конференції до 185-річчя отримання волі Тарасом Шевченком. Канів, 24 травня 2023 р. / Упорядник: Л. О. Чорна. Київ: «Панмедія», 2023. С. 11 — 24.
- Лазуренко Є., Лазуренко В. Дитячі подорожі до історичного Суботова. — Черкаси: видавець Гордієнко Є. І., 2024. — 60 с.
- Лазуренко В. Пошуки крипти гетьмана України Богдана Хмельницького:  археологічний вимір і суспільно-політичний резонанс // Осягаючи модерність. Студії та матеріали на пошану Олександра Реєнта / упоряд. Ніколайчук Дмитрій, Шевченко Валентина. – К.: Інститут історії України Національної академії наук України, 2024. – С. 60 – 76 (наукове видання).
- Лазуренко В. М. Історія Суботівського історичного музею у епістолярній спадщині видатних краєзнавців Черкащини // Вісник науки та освіти (Серія «Філологія», Серія «Педагогіка», Серія «Соціологія», Серія «Культура і мистецтво», Серія «Історія та археологія»): журнал. 2024. № 2 (20) 2024. С. 1568—1585 (журнал входить до категорії «В» фахових видань України).

Роботи присвячені аграрній історії України
- Лазуренко В. М. Вплив заможного селянства України на діяльність сільськогосподарської кооперації у доколгоспний період (1921—1929 рр.) // Національний університет «Києво-Могилянська Академія». Миколаївська філія: Наукові праці. — Т. 8. Історичні науки. — Миколаїв, 2000. — С. 104—107.
- Лазуренко В. М. Соціальна стратиграфія селянських господарств України в доколгоспний період (1921—1929 рр.) // Яковлівські читання. Матеріали наукової конференції пам'яті Андрія Яковліва (1872—1955). — Черкаси, 2000. — С. 65 — 69.
- Морозов А. Г., Лазуренко В. М. Заможне селянство України напередодні колективізації // Вісник Черкаського університету. Сер.: Історичні науки. — 2000. — Вип. № 21. — С. 88 — 91.
- Лазуренко В. М. Особливості ментального сприйняття заможним селянством України соціально-економічних процесів на селі в 20 — 30-ті рр. XX ст. // Вісник Черкаського університету. — 2000. — Вип. № 21. — С. 75 — 76.
- Лазуренко В. М. Заможне селянство України доби непу. Сучасне бачення тогочасних критеріїв селянської заможності // Історія України: Маловідомі імена, події, факти (Збірник статей). — Вип. 13. — К.: Інститут історії України НАН України, 2001. — С. 401—407.
- Лазуренко В. М. Дискусії про визначення об'єктивних параметрів заможного селянського господарства України в добу непу // Історія України: Маловідомі імена, події, факти (Збірник статей). — Випуск 14. — К.: Інститут історії України НАН України, 2001. — С. 287—297.
- Лазуренко В. М. Особливості участі заможного селянства України у виборчому процесі у 1921—1923 роках // Український селянин: Праці Науково-дослідного інституту селянства / Інститут історії України НАН України. — Черкаси, 2001. — Вип. 3. — С. 236—239.
- Лазуренко В. М. Заможне селянство України в умовах непу. Автореферат дисертації на здобуття наукового ступеня кандидата історичних наук за спеціальністю 07.00.01 — історія України / Донецький національний університет. — Донецьк, 2001. — 21 с.
- Кравченко В. І., Лазуренко В. М. Специфічні умови участі заможного селянства України у формуванні місцевих органів влади в 1924—1929 рр. // Український селянин: Праці Науково-дослідного інституту селянства / Інститут історії України НАН України. — Черкаси, 2002. — Вип. 4. — С. 59 — 62.
- Кравченко В. І., Лазуренко В. М. Радянська політика щодо заможного селянства України в роки нової економічної політики (1921—1929 рр.) // Український селянин: Праці Науково-дослідного інституту селянства / Інститут історії України НАН України. — Черкаси, 2002. — Випуск 5. — С.98 — 100.
- Лазуренко В. М. Податкова політика радянської держави по відношенню до економічно міцного селянського господарства України в добу НЕПу // Український селянин: Праці Науково-дослідного інституту селянства / Інститут історії України НАН України. — Черкаси, 2002. — Вип. 6. — С. 109—112.
- Лазуренко В. М., Лазуренко Ю. М. Заможне селянство України в керівних органах радянської сільськогосподарської кооперації у період непу // Вісник Черкаського університету. Серія: Історичні науки. — 2002. — Вип. № 27. — С. 67 — 69.
- Лазуренко В. М. Ставлення радянської влади до машинного забезпечення господарств заможного селянства України в роки НЕПу // Матеріали Міжнародної науково-практичної конференції «Динаміка наукових досліджень». Том 18. Історія. — Дніпропетровськ: Наука і освіта, 2002. — С. 24 — 25.
- Лазуренко В. М., Кукса Н. Г. Особливості становлення кінематографії в Україні наприкінці 20-х — початку 30-х рр. XX століття та її вплив на селянство // Матеріали Міжнародної науково-практичної конференції «Динаміка наукових досліджень». Том 18. Історія. — Дніпропетровськ: Наука і освіта, 2002. — С. 26 — 27.
- Лазуренко В. М. Заможне селянство України в умовах НЕПу. — Черкаси: Відлуння-Плюс, 2003. — 160 с. (монографія).
- Лазуренко В. М. Заможне селянство України доби НЕПу // Український історичний збірник. — 2003. — Вип. 5. — С. 234—238.
- Вовкотруб Ю. М., Лазуренко В. М. Розвиток сільськогосподарської освіти на теренах України наприкінці XVII—XIX ст. // Український селянин: Праці Науково-дослідного інституту селянства / Інститут історії України НАН України. — Черкаси, 2003. — Випуск 7. — С. 26 — 28.
- Лазуренко В. М. Українська селянська заможність 20-х років XX ст.: історіографічний аспект // Матеріали VI Міжнародної науково-практичної конференції «Наука і освіта 2003». Том 18. Історія. — Дніпропетровськ: Наука і освіта, 2003. — С. 30 — 31.
- Лазуренко В. М., Вовкотруб Ю. М. Особливості досліджень в галузі науки і техніки України наприкінці XIX — початку XX століття // Матеріали Міжнародної науково-практичної конференції «Україна наукова „2003“. Том 7. Історія. — Дніпропетровськ: Наука і освіта, 2003. — С. 44 — 46.
- Лазуренко В. М. Заможний, отже — куркуль // Земля Черкаська. — 2003. — 5 вересня. — № 37. — С. 4.
- Лазуренко В. М. Позиція голови фінансового комітету ЦК ВКП (б) Є. Преображенського у ставленні до заможних груп на початковому етапі НЕПу // Матеріали Другої Міжнародної науково-практичної конференції „Динаміка наукових досліджень“. — Дніпропетровськ: Наука і освіта, 2003. — Том 3. — Історія. — С. 50 — 51.
- Лазуренко В. М., Вовкотруб Ю. М. Внесок вітчизняних вчених К. О. Зворикіна та К. Г. Шиндлера у модернізацію сільськогосподарського машинобудування України наприкінці XIX — поч. XX ст. // Матеріали Другої Міжнародної науково-практичної конференції „Динаміка наукових досліджень“. — Дніпропетровськ: Наука і освіта, 2003. — Том 3. Історія. — С. 61 — 62.
- Лазуренко В. М., Крохмаль С. С. Від роду до роду. Громадське життя і побут українського селянства у другій половині XIX століття. — Черкаси: „Ваш Дім“, 2004. — 92 с.
- Корновенко С. В., Лазуренко В. М. Село. Хліб. Гроші. Податкова політика радянської влади в українському селі у період НЕПу. — Черкаси: „Ваш Дім“, 2004. — 188 с. (монографія).
- Лазуренко В. М. Куркуль чи господар? // Земля Черкаська. — 2004. — 12 березня. — № 11 (616). — С. 4.
- Лазуренко В. М. Особливості реагування заможного селянства України на більшовицьку політику „ліквідації куркульства як класу“ наприкінці 20-х років XX століття // Матеріали VII Міжнародної науково-практичної конференції „Наука і освіта '2004“. — Дніпропетровськ: Наука і освіта, 2004. — Том 5. — Історія України. — С. 21 — 23.
- Лазуренко В. М., Марченко М. В. Аграрне майбутнє України у програмних документах політичних партій та блоків — переможців парламентських виборів 2002 року // Матеріали VII Міжнародної науково-практичної конференції „Наука і освіта '2004“. — Дніпропетровськ: Наука і освіта, 2004. — Том 1. — Політологія. — С. 14 — 17.
- Лазуренко В. М. Ставлення селянства України до більшовицької політики „ліквідації куркульства як класу“ наприкінці 20-х років XX століття // Матеріали III Міжнародної науково-практичної конференції „Динаміка наукових досліджень '2004“. — Дніпропетровськ: Наука і освіта, 2004. — Том 7. — Історія України. — С. 36 — 37.
- Лазуренко В. М. Аграрна історія України: сучасний стан та перспективи розвитку (на прикладі Черкащини) // Український селянин: Праці Науково-дослідного інституту селянства / Інститут історії України НАН України. — Черкаси, 2004. — Випуск 8. — С. 78 — 81.
- Лазуренко В. М. Заможне селянство України в осінній посівній кампанії 1929 року // Матеріали Першої Міжнародної науково-практичної конференції „Науковий потенціал світу '2004“. — Том 29. — Історія України. — Дніпропетровськ: Наука і освіта, 2004. — С. 41 — 42.
- Лазуренко В. М. Куркуль чи господар? Селянська економіка як соціальна категорія. — Черкаси: „Ваш Дім“, 2005. — 220 с. (монографія).
- Лазуренко В. М. Специфічні особливості участі заможного селянства України у діяльності національно-культурного товариства „Просвіта“ у перші роки НЕПу // Матеріали VIII Міжнародної науково-практичної конференції „Наука і освіта '2005“. — Дніпропетровськ: Наука і освіта, 2005. — Том 18. — Історія України. — С. 44 — 46.
- Лазуренко В. М. Соціологічне анкетне опитування 1922 року як джерело вивчення взаємовідносин заможного селянства України з іншими групами селянського середовища // Український селянин: Праці Науково-дослідного інституту селянства / Інститут історії України НАН України. — Черкаси, 2006. — Випуск 10. — С. 66 — 68.
- Лазуренко В. М. Соціально-економічні критерії заможності селянського господарства України в добу НЕПу // XVI наукова сесія Осередку наукового товариства ім. Шевченка у Черкасах: Матеріали доповідей на засіданнях секцій і комісій, 12 — 31 березня 2005 р. / за ред. В. В. Масненка. — Черкаси: Осередок НТШ у Черкасах, 2006. — С. 93 — 94.
- Лазуренко В. М., Вовкотруб Ю. М. Хліборобські скарби. Створення, удосконалення і застосування господарського інвентаря українським селянством. — Черкаси: „Вертикаль“, видавець Кандич С. Г., 2007. — 168 с.
- Лазуренко В. М., Вовкотруб Ю. М. Використання сільськогосподарського реманенту на території України з найдавніших часів до початку I тис. н. е. // XVII наукова сесія Осередку наукового товариства ім. Шевченка у Черкасах: Матеріали доповідей на засіданнях секцій і комісій, 14 — 24 березня 2006 р. / за ред. В. В. Масненка. — Черкаси: Осередок НТШ у Черкасах, 2007. — С. 54 — 56.
- Вовкотруб Ю. М., Лазуренко В. М. Сільськогосподарське питання в Харківському практичному технологічному інституті наприкінці XIX — на початку XX ст. // Український селянин: Праці Науково-дослідного інституту селянства / Інститут історії України НАН України. Черкаський національний університет імені Богдана Хмельницького. — Черкаси, 2008. — Випуск 11. — С. 115—117.
- Лазуренко В. М. Особливості політики „червоного бандитизму“ щодо заможного селянства України в період непу (на прикладі Полтавської губернії) // Вісімнадцята наукова сесія Осередку Наукового товариства ім. Шевченка у Черкасах: Матеріали доповідей на засіданнях секцій і комісій, 5 — 27 березня 2007 р. / За ред. професора В. В. Масненка. — Черкаси: Осередок НТШ у Черкасах, 2008. — С. 105—107.
- Лазуренко В. М., Фрей Л. В. Заможні верстви українського села в період колективізації // Матеріали IV Міжнародної науково-практичної конференції „Досягнення вищої школи“. Том 6. Історія. Філософія. Політика. — Софія: „Бял ГРАД-БГ“ ООД, 2008. — С. 27 — 30.
- Лазуренко В. М., Фрей Л. В. Специфічні особливості соціально-економічного та політичного становища „куркулів-іноземців“ в Україні наприкінці 20-х — поч. 30-х рр. XX ст. // Матеріали IV Міжнародної науково-практичної конференції „Освіта і наука без кордонів“. Том 9. Історія. Філософія.  — Пшемишль: „Наука і освіта“, 2008. — С. 22 — 24.
- Лазуренко В. М. Заможне (фермерське) селянство України років непу — уособлення кращих традицій господарювання на землі: історія і реальність // Екологія та освіта: актуальні проблеми збереження та використання природних ресурсів // Матеріали VI міжнародної науково-практичної конференції. — 15 — 16 жовтня 2009 р. — Черкаси, 2009. — С. 73 — 77.
- Лазуренко В. М. Українське заможне селянське господарство фермерського типу періоду непу: історія і сучасність // Теорія і практика сучасної економіки: Матеріали X міжнародної науково-практичної конференції. — 14 — 16 жовтня 2009 р. Том 1 / відповідальний редактор Хомяков В. І. — Черкаси: ЧДТУ, 2009. — С. 112—114.
- Лазуренко В. Н. Социально-экономические критерии определения украинской крестьянской зажиточности периода нэпа // Аграрная сфера в контексте российских модернизаций XVIII—XX веков: макро- и микропроцессы: сб. статей / науч. ред. Г. Е. Корнилов, В. А. Лабузов. — Оренбург: Изд-во ГУ „РЦРО“, 2010. —   С.391 — 395.
- Морозов А. Г., Лазуренко В. М. Селянин-власник часів НЕПу: хто він? З історії формування класового жупеля „куркуль“ // Український селянин: Праці Науково-дослідного інституту селянства / Інститут історії України НАН України. Черкаський національний університет імені Богдана Хмельницького. — Черкаси, 2010. — Випуск 12. — С. 33 — 37.
- Лазуренко В. М. Селянські господарства України заможного (фермерського) типу у системі радянської сільськогосподарської кооперації в добу НЕПу // Український селянин: Праці Науково-дослідного інституту селянства / Інститут історії України НАН України. Черкаський національний університет імені Богдана Хмельницького. — Черкаси, 2010. — Випуск 12. — С. 215—220.
- Лазуренко В. М., Фрей Л. В. Податковий тиск радянської влади на заможне селянство України в період колективізації (1927—1934 рр.) // Вісник Черкаського університету. Серія: Історичні науки. Випуск 182. — Черкаси: Черкаський національний університет імені Богдана Хмельницького, 2010. –  С. 101—106.
- Лазуренко В. М. Селянські господарства України в добу НЕПу: особливості визначення соціально-економічного стану // Гуманітарний вісник: всеукр. зб. наук. праць. — Число 15. Вип.1 / М-во освіти і науки України, Черкас. держ. технол. ун-т. — Черкаси: ЧДТУ, 2010. — С. 65 — 70.
- Лазуренко В. М. Проблема визначення критеріїв українських селянських господарств заможного фермерського типу років НЕПу в наукових дискусіях 20-х рр. XX ст. // Гуманітарний вісник: всеукр. зб. наук. праць. — Число 16. Вип.2 / М-во освіти і науки України, Черкас. держ. технол. ун-т. — Черкаси: ЧДТУ, 2010. — С. 11 — 19.
- Лазуренко В. М., Фрей Л. В. Радянська економічна політика самообкладання економічно міцного селянства України в роки колективізації // Теорія і практика сучасної економіки: Матеріали XI Міжнародної науково-практичної конференції. — 6 — 8 жовтня 2010 р. Том 1 / відповідальний редактор Хомяков В. І. — Черкаси: ЧДТУ, 2010. — С. 207—209.
- Лазуренко В. М., Паскаленко В. Є. Український фермер в добу НЕПу. — Черкаси: „Вертикаль“, видавець Кандич С. Г., 2011. –  346 с. (монографія).
- Лазуренко В. М., Морозов А. Г. Дискусії щодо визначення об'єктивних параметрів заможності селянських господарств періоду НЕПу у науковій літературі 20-х рр. XX ст. // Проблеми історії України XIX — початку XX ст. Випуск XVIII. — К.: Інститут історії України Нан України, 2011. — С. 53 — 58.
- Лазуренко В. М. Соціальна стратиграфія українського селянства доби НЕПу: історіографія 60-90-х років XX ст. // Історичний архів. Наукові студії: збірник наукових праць. — Миколаїв: Вид-во ЧДУ ім. Петра Могили, 2011. — Вип.7. — С. 107—110.
- Лазуренко В. М. Проблема селянської заможності доби НЕПу: сучасне бачення // Слов'янський вісник: збірник наукових праць. Серія „Історичні та політичні науки“ / Рівненський інститут словянознавства Київського славістичного університету. — Рівне, РІС КСУ, 2011. — Випуск 12. — С. 106—109.
- Лазуренко В. М. Зерновиробництво селянських господарств як основа добробуту заможних селян у доколгоспний період // Наукові записки: [збірник наукових статей] / М-во освіти і науки, молоді та спорту України, Нац. пед. ун-т імені М. П. Драгоманова. — К.: Вид-во НПУ імені М. П. Драгоманова, 2011. — Випуск LXXXXVIII (98). — С. 258—265.
- Лазуренко В. М. Особливості забезпечення селянських господарств України технікою в першій половині 1920-х рр. // Гуржіївські історичні читання: Збірник наукових праць / Ред. кол.: В. А. Смолій, О. І. Гуржій, А. Г. Морозов та ін. — Черкаси: Черкаський національний університет ім. Б.Хмельницького, 2011. — Вип.4. — С. 241—242.
- Лазуренко В. М. Роль зернового експорту у товаризації фермерських господарств України в перші роки НЕПу // Гілея: науковий вісник. Збірник наукових праць. — К.: ВІР УАН, 2011. –  Випуск 54 (№ 11). — С. 125—130.
- Лазуренко В. М. Технічне забезпечення селянських господарств України на початку 20-х років XX ст. як передумова  їх економічного розвитку // Гілея: науковий вісник. Збірник наукових праць. — К.: ВІР УАН, 2011. — Випуск 55 (№ 12). — С. 102—107.
- Лазуренко В. М. Роль сільськогосподарської кооперації у виробничому забезпеченні селянських господарств України (1922—1928 рр.) // Чорноморський літопис: Науковий журнал. — Миколаїв: Вид-во ЧДУ імені Петра Могили, 2011. — Вип. 3. — С. 27 — 31.
- Лазуренко В. М. Підвищення агрокультури селянських господарств України в перші роки НЕПу: агроосвітній чинник // Вісник Черкаського університету. Сер., Історичні науки. — 2012. — Вип. № 212. — С. 79 — 85.
- Лазуренко В. М. Політика радянського керівництва щодо забезпечення в роки НЕПу заможного селянства України сільськогосподарською технікою та знаряддями праці // Актуальні проблеми вітчизняної та всесвітньої історії: Наукові записки Рівненського державного гуманітарного університету. Вип. 22. — Рівне: РДГУ, 2011. — С. 73 — 76.
- Лазуренко В. Н. Правовые аспекты участия экономически крепкого крестьянства Украины в избирательном процесе доколхозного периода // Известия Оренбургского государственного аграрного университета. — 2011. — № 4 (32). — С. 360—362.
- Лазуренко В. Н. Особенности развития крестьянских хозяйств Украины в первой половине 1920-х гг. // Великие реформы 1860 — 1870-х годов и аграрная Россия: сб-к статей VI Международной научно-практич. конф. / научн. ред. Е. Г. Корнилов, В. А. Лабузов. — Оренбург: Изд-во ГБУ „Региональный Центр развития образования Оренбургской области“, 2011. –С.272 — 273.
- Лазуренко В. М. Селянин-фермер доби НЕПу за визначенням заступника Наркомзему УСРР В. М. Качинського // Збірник наукових праць Черкаського державного технологічного університету. Серія: Економічні науки  [Текст]: Випуск 26. У двох частинах / М-во освіти і науки, Черкас. держ. технол. ун-т. — Черкаси: ЧДТУ, 2010. — Частина I. Том 2. — С. 145—147.
- Лазуренко В. Н. Начальный этап образования системы сельскохозяйственного кредитования на Украине в период НЭПа // Государственная власть и крестьянство во второй половине XIX — начале XX века: сборник статей / науч. ред. А. И. Шевельков. — Коломна, 2011. — С. 220—225.
- Лазуренко В. Н. Участие экономически сильного крестьянства Украины в выборах в местные органы власти во второй половине 20-х гг. XX в. // Государственное и муниципальное управление: теория, история, практика: материалы II Международной научно-практической конференции, посвященной 80-летию УГПИ-УдГУ. 21 апреля 2011 / под ред. В. Ю. Войтовича. — Ижевск: Изд-во „Удмурдский университет“, 2011. — С. 203—211.
- Лазуренко В. М., Білик О. А. Еволюція податкового законодавства в українському селі  у 1921—1925 рр. // Гуманітарний вісник: всеукр. зб. наук. праць. — Число 17. Вип.3 / М-во освіти і науки, молоді та спорту  України, Черкас. держ. технол. ун-т. — Черкаси: ЧДТУ, 2011. — С. 57 — 64.
- Лазуренко В. М. Селянин-власник фермерського типу часів НЕПу: хто він? // Спадщина Черкащини. Часопис. — Черкаси: Видавець Чабаненко Ю. А., 2011. — С. 53 — 57.
- Лазуренко В. М. Становлення та розвиток селянських фермерських господарств в Україні: соціально-економічний аспект (1921—1929 рр.). Автореферат дисертації на здобуття наукового ступеня доктора історичних наук за спеціальністю 07.00.01 — історія України. — ДВНЗ „Переяслав-Хмельницький державний педагогічний університет імені Григорія Сковороди“. — Переяслав-Хмельницький, 2012. — 44 с.
- Лазуренко В. М. Становлення та розвиток селянських фермерських господарств в Україні: соціально-економічний аспект (1921—1929 рр.). — Рукопис. Дисертація на здобуття наукового ступеня доктора історичних наук за спеціальністю 07.00.01 — історія України. — ДВНЗ „Переяслав-Хмельницький державний педагогічний університет імені Григорія Сковороди“. — Переяслав-Хмельницький, 2012. — 542 c.
- Лазуренко В. М.  Земельно-майнова диференціація в українському селі в добу НЕПу // Слов'янський вісник: збірник наукових праць. Серія „Історичні та політичні науки“ / Рівненський інститут слов'янознавства Київського славістичного університету. — Рівне, РІС КСУ, 2012. — Випуск 13. — С. 70 — 73.
- Лазуренко В. М. Практика оподаткування заможних селянських господарств України фермерського типу в роки НЕПу // Гілея: науковий вісник. Збірник наукових праць. — К.: ВІР УАН, 2012. — Випуск 56 (№ 1). — С. 95 — 99.
- Лазуренко В. М. Соціально-економічне становище українського селянства по завершенню революції та громадянської війни // Збірник наукових праць „Новітні тенденції вивчення актуальних проблем революційної доби (1917—1921 рр.)“ / Інститут історії України НАН України. — К.: Вид-во „Зоря“, 2012. — С. 166—175.
- Лазуренко В. М. Економічний стан та питома вага селянських господарств України фермерського типу в роки НЕПу // Гілея: науковий вісник. Збірник наукових праць / Гол. ред. В. М. Вашкевич. — К. : ВІР УАН, 2012. — Випуск 58 (№ 3). — С. 42 — 48.
- Лазуренко В. М. Оренда землі і наймана праця в українському селі в роки НЕПу // Гілея: науковий вісник. Збірник наукових праць / Гол. ред. В. М. Вашкевич. — К. : ВІР УАН, 2012. — Випуск 59 (№ 4). — С.  105—110.
- Лазуренко В. М. Участь заможних верств українського села у діяльності органів сільського самоврядування (1921—1924 рр.) // Гілея: науковий вісник. Збірник наукових праць / Гол. ред. В. М. Вашкевич. — К. : ВІР УАН, 2012. — Випуск 60 (№ 5). — С.77 — 83.
- Лазуренко В. М. Динаміка розвитку заможного селянського господарства товарного типу в період розквіту НЕПу (1924—1927 рр.) // Український селянин / Інститут історії України НАН України. — Черкаси, 2012. — Випуск 13. — С. 202—206.
- Лазуренко В. М. Політика радянського керівництва щодо забезпечення реманентом колективних господарств в роки НЕПу // Матеріали II Всеукраїнської науково-практичної інтернет-конференції „Вітчизняна наука: сучасний стан, актуальні проблеми та перспективи розвитку“ 16 — 18 березня 2012 р. // Збірник наукових праць / гол. ред. В. П. Коцур. — Переяслав-Хмельницький, 2012. — С. 71 — 74.
- Лазуренко В. Н. Развитие системы сельскохозяйственного кредита в Украине в начале новой экономической политики // Историческая наука и историческое образование как факторы гуманизации общества: сб. науч. ст. — Екатеринбург, 2012. Часть II. — С. 152—159.
- Лазуренко В. М. Динаміка змін технічного оснащення заможним селянством України в роки НЕПу // Матеріали IV Всеукраїнської науково-практичної інтернет-конференції „Український науково-інтелектуальний простір: реалії та перспективи розвитку“ // Збірник наукових праць / гол. ред. В. П. Коцур. — Переяслав-Хмельницький, 2012. — С. 47 — 48.
- Лазуренко В. М. Українське фермерство: злет і падіння (1921—1929 рр.). — Черкаси: ЧДТУ, 2013. –  474 с. (монографія).
- Лазуренко В. М. Радянське фермерство як альтернатива сталінській колективізації // Чорноморський літопис: Науковий журнал. — Миколаїв: Вид-во ЧДУ імені Петра Могили, 2013. — Вип. 7 . — С. 24 — 31.
- Лазуренко В. М., Лазуренко Ю. М. Особливості розвитку селянських господарств України доби непу в історіографічних дослідженнях заключної чверті XX століття //  Історична пам'ять: [Наук. збірник]. Випуск 29. — Полтава: Полтавський національний університет імені В. Г. Короленка, 2013. — С. 81 — 88.
- Лазуренко В. М. Форми проявів громадянської активності українського фермерства в роки розквіту НЕПу // Гілея: науковий вісник. Збірник наукових праць / Гол. ред. В. М. Вашкевич. — К. : ВІР УАН, 2013. — Випуск 73 (№ 6). — С. 33  – 35.
- Лазуренко В. М., Лазуренко Ю. М. Теоретична та практична діяльність діячів кооперативного руху в розбудові сільськогосподарської кооперації України в добу непу // Слов'янський вісник: збірник наукових праць. Серія „Історичні та політичні науки“ / Рівненський державний гуманітарний університет, Рівненський інститут слов'янознавства Київського славістичного університету. — Вип. 16. — Рівне, 2013.– С. 22 — 26.
- Лазуренко В. М. Висвітлення проблеми становлення та життєдіяльності селянських фермерських господарств в Україні доби непу в історіографії 1980-х — початку 1990-х рр. // Гілея: науковий вісник. Збірник наукових праць / Гол. ред. В. М. Вашкевич. — К. : ВІР УАН, 2013. — Випуск 69 (№ 2). — С. 284—289.
- Лазуренко В. М. Висвітлення проблеми становлення українського фермерства доби непу в історіографії 90-х років XX ст. // Гілея: науковий вісник. Збірник наукових праць / Гол. ред. В. М. Вашкевич. — К. : ВІР УАН, 2013. — Випуск 70 (№ 3). — С. 242—246.
- Лазуренко В. М., Стрижак Є. М.  Новітня історіографія становлення українського фермерства в роки непу // Гілея: науковий вісник. Збірник наукових праць / Гол. ред. В. М. Вашкевич. — К. : ВІР УАН, 2013. — Випуск 71 (№ 4). — С. 270—274.
- Лазуренко В. М. Основні тенденції висвітлення проблеми становлення українського фермерства у публікаціях 20-х рр. XX ст. // Вісник Черкаського університету. Серія: Історичні науки. — Черкаси: Вид-во ЧНУ ім. Б. Хмельницького, 2013. — Вип. 22 (275). — С. 104—115.
- Лазуренко В. Н. Бурный рост украинского фермерства как наглядное свидетельство эффективности новой экономической политики // Государственная власть и крестьянство во второй половине XIX — начале XX века: сборник статей / науч. ред. А. И. Шевельков. — Коломна, 2013. — С. 433—438.
- Лазуренко В. М. „Червоний бандитизм“ в українському селі в доколгоспний період // Матеріали VII Міжнародної науково-практичної інтернет-конференції „Проблеми та перспективи розвитку науки на початку третього тисячоліття у країнах СНД“. Збірник наукових праць / гол. ред. В. П. Коцур. — Переяслав-Хмельницький, 2013. — С. 88 — 90.
- Федорова А., Лазуренко В. Освещение проблемы развития крестьянских хозяйств фермерского типа в Украине неповского периода в зарубежной историографии конца XX — начала XXI в. // Материалы VII Международной научно-практической интернет-конференции „Проблемы и перспективы развития науки в начале третьего тысячелетия в странах СНГ“. Сборник научных трудов / глав. ред. В. П. Коцур. — Переяслав-Хмельницький, 2013. — С. 103—105.
- Лазуренко В. М., Овчаренко С. М.  Зростання громадсько-політичної активності заможного селянства України на фоні господарських успіхів доби НЕПу // Матеріали XI  Міжнародної науково-практичної інтернет-конференції „Проблеми та перспективи розвитку науки на початку третього тисячоліття у країнах СНД“. Збірник наукових праць / гол. ред. В. П. Коцур. — Переяслав-Хмельницький, 2013. — С. 81 — 83.
- Лазуренко В. Н. Особенности развития крестьянских фермерских хозяйств периода НЭПа в украинской историографии времен перестройки // Крестьянский мир: новые источники и методологические подходы. Вторые чтения, посвященные 90-летию со дня рождения профессора Хамзы Фатыховича Усманова. — Уфа, 2013. — С. 244—251.
- Лазуренко В. М. Висвітлення структури селянського господарства фермерського типу та його ролі в аграрному виробництві у науковій літературі 1920-х рр. // Український селянин / Інститут історії України НАН України. — Черкаси, 2014. — Випуск 14. — С. 21 — 24.  – фахове видання.
- Лазуренко В. М. Особливості функціонування зернового ринку України у період Великої війни та перші повоєнні роки // Перша світова війна й Україна (до 100-річчя початку Великої війни): тези доповідей Всеукраїнської наукової конференції з міжнародною участю, 25 — 26 вересня 2014 р. / редкол.: В. А. Смолій та ін. — К.: Інститут історії України Національної академії наук України, 2014. — С. 124—127.
- Лазуренко В. М. Селянські господарства фермерського типу доколгоспного періоду  в радянській історіографії 30-х — 70-х рр. XX ст. // Гуманітарний вісник: всеукр. зб. наук. праць. — Число 20. Вип.4. Ч.2. / М-во освіти і науки  України, Черкас. держ. технол. ун-т. — Черкаси: ЧДТУ, 2014. — С. 5 — 21. — фахове видання.
- Лазуренко В. М. Роль українського фермерства в розвитку матеріально-технічної бази сільського господарства в добу непу // Український селянин / Інститут історії України НАН України. — Черкаси, 2015. — Випуск 15. – С. 63 — 65.
- Лазуренко В. М. Досвід полезахисного лісорозведення в Україні // Гілея: науковий вісник. Збірник наукових праць / Гол. ред. В. М. Вашкевич. — К. : Видавництво „Гілея“, 2015. — Вип. 100 (№ 9). — С. 88 — 90.
- Лазуренко В. М. Товарно-грошові відносини в українському селі в радянський доколгоспний період // Гуманітарний вісник: всеукр. зб. наук. праць. — Число 22. Вип. 6 / М-во освіти і науки України, Черкас. держ. технол. ун-т. — Черкаси: ЧДТУ, 2015. — С. 139—148.
- Лазуренко В. Яніна Анатоліївна Федоренко. Українське село на рубежі тисячоліть (1990—2014 рр.). — Черкаси: Видавець Третяков О. М., 2015. — 318 с. // Наукові записки Тернопільського національного університету ім. В. Гнатюка. — 2015. — № 2. Ч. 4. — С. 165—166 (рецензія на монографію).
- Лазуренко В. М. Сільськогосподарський реманент українців у війнах, революціях, повстаннях // Матеріали XVII Міжнародної науково-практичної інтернет-конференції „Проблеми та перспективи розвитку науки на початку третього тисячоліття у країнах Європи та Азії“ // Збірник наукових праць / гол. ред. В. П. Коцур. — Переяслав-Хмельницький, 2015. — С. 27 — 29.
- Лазуренко В. М. Політика державного кредитування українських фермерів в добу непу // Гуманітарний вісник: всеукр. зб. наук. праць. — Число 25. Вип.9. Серія: історичні науки. / М-во освіти і науки  України, Черкас. держ. технол. ун-т. — Черкаси: ЧДТУ, 2016. — С. 14 — 24. (фахове видання).
- Лазуренко В. М. Українське фермерство у працях вчених-аграрників періоду НЕПу // Пріоритетні напрямки розвитку суспільних наук у XXI столітті: Матеріали міжнародної науково-практичної конференції, м. Херсон, 26 — 27 лютого 2016 р. — Херсон: Видавничий дім „Гельветика“, 2016. — С. 48 — 52.
- Лазуренко В. М.  Рівень інвентарної забезпеченості селянських господарств  України на початку 1920-х рр. // Матеріали XXXI Міжнародної науково-практичної інтернет-конференції „Проблеми та перспективи розвитку науки на початку третього тисячоліття у країнах Європи та Азії“ // Збірник наукових праць. — Переяслав-Хмельницький, 2016. — С. 43 — 45.
- Лазуренко В. М. Зростання соціально-економічної активності селянських господарств фермерського типу доби непу  – реальний виклик тоталітаризму // Український селянин / Інститут історії України НАН України. — Черкаси, 2017. — Випуск 18. — С. 138—144.
- Лазуренко В. М. Особливості використання українським фермерством 20-х років XX століття найманої праці та оренди землі // Гуманітарний вісник: всеукр. зб. наук. праць. — Число 26. Вип.10 / М-во освіти і науки  України, Черкас. держ. технол. ун-т. — Черкаси: ЧДТУ, 2017. — С. 13 — 22. — (Серія: Історичні науки).
- Лазуренко В. М. Особливості придбання українськими селянами-фермерами складної сільськогосподарської техніки в добу НЕПу // Історія, проблеми та необхідні умови становлення громадянського суспільства в Україні: Матеріали Міжнародної науково-практичної конференції (м. Львів, 27 — 28 січня 2017 року). — Львів: ГО „Львівська фундація суспільних наук“, 2017. — С.  43 — 47.
- Лазуренко В. М. Українське фермерство доби непу: невикористаний потенціал та втрачені можливості // Соціально-гуманітарні науки та сучасні виклики. Матеріали II Всеукраїнської наукової конференції. 26 — 27 травня 2017 р., м. Дніпро. Частина І / наук. ред. О. Ю. Висоцький. — Дніпро: СПД „Охотнік“, 2017. — С. 94 — 96.
- Лазуренко В. М. Заможні селянські господарства фермерського типу доби НЕпу за визначенням відомого історика В. П.  Данілова // Чинники розвитку суспільних наук у XXI столітті: Матеріали міжнародної науково-практичної конференції (м. Львів, 27 — 28 жовтня 2017 року). — Львів: ГО „Львівська фундація суспільних наук“, 2017. — С. 51 — 55.
- Лазуренко В. М. Вплив сільськогосподарської кооперації  на рівень  виробничого забезпечення українського селянства в першій половині 20-х рр. XX ст. // Освіта і наука в умовах глобальних трансформацій. Матеріали Всеукраїнської наукової конференції. 24 — 25 листопада 2017 р., м. Дніпро. Частина II. / Наук. ред. О. Ю. Висоцький. — Дніпро: СПД „Охотнік“, 2017. — С. 110—114.
- Волошин І. В., Лазуренко В. М. Вплив спеціалізованої м'ясо-молочної кооперації на підвищення товарності селянських господарств Української СРР в доколгоспний період // Гуманітарний вісник: всеукр. зб. наук. праць. — Число 29. Вип. 13 / М-во освіти і науки України, Черкас. держ. технол. ун-т. — Черкаси: ЧДТУ, 2018. — С. — 14 — 25. — (Серія: Історичні науки).
- Лазуренко В. М. Історіографія проблеми становлення та життєдіяльності селянських фермерських господарств України в добу непу (1921—1929 рр.) // Гуманітарний вісник: всеукр. зб. наук. праць. — Число 28. Вип.12 / М-во освіти і науки  України, Черкас. держ. технол. ун-т. — Черкаси: ЧДТУ, 2018. — С. 7 — 21. — (Серія: Історичні науки).
- Лазуренко В. М. Роль українського фермерства у відродженні та розширенні хлібного експорту в другій половині  20-х рр. XX ст. // Україна в гуманітарних і соціально-економічних вимірах. Матеріали III Всеукраїнської наукової конференції. 30 — 31 березня 2018 р., м. Дніпро. Частина I / Наук. ред. О. Ю. Висоцький. — Дніпро: СПД. „Охотнік“, 2018. — С. 142—146.
- Лазуренко В. М., Тренкін Ю. В. Фінансова роль сільськогосподарської кооперації у машинопостачанні українського села в період розквіту НЕПУ / Сучасні наукові дослідження представників суспільних наук — прогрес майбутнього»: Матеріали  міжнародної науково-практичній конференції  (м. Львів, 23 — 24 березня 2018 р.). — Львів: ГО «Львівська фундація суспільних наук», 2018. — С. 65 — 70.
- Тренкін Ю. В., Лазуренко В.М Особливості функціонування  прокатних пунктів сільськогосподарських кооперативних товариств  в другій половині 20-х років XX століття // Роль суспільних наук у забезпеченні стабільності розвитку глобальних світових процесів у XXI ст.: Матеріали  Міжнародної науково-практичної конференції (м. Київ, 6 — 7 квітня 2018 року). — К. : «Київська наукова суспільнознавча організація», 2018. — С. 27 — 30.
- Лазуренко В. М. Українське фермерство та сільське самоврядування на початку  20-х рр. XX ст. // Освіта і наука в умовах глобальних трансформацій. Матеріали II Всеукраїнської наукової конференції. 26 — 27 жовтня 2018 р., м. Дніпро. Частина II / Наук. ред. О. Ю. Висоцький. — Дніпро: СПД. «Охотнік», 2018. — С.  84 — 88.
- Лазуренко В. М. Роль селянських фермерських господарств України у розвитку хлібного експорту в період непу  // Український селянин / Інститут історії України НАН України. — Черкаси, 2019. — Випуск 21. — С. 66 — 73.
- Лазуренко В. М. Фермерство доколгоспного періоду у лещатах радянського тоталітаризму // Ольвійський форум — 2019: стратегії країн Причорноморського регіону в геополітичному просторі: XIII міжнар. наук. конф. 6 — 9 червня 2019 р., м. Миколаїв: тези: Міжнародної наукової конференції «1919 рік в історії Центрально-Східної Європи: до 100-річчя проголошення злуки УНР і ЗУНР» / Чорном. нац. ун-т ім. Петра Могили. — Миколаїв: Вид-во ЧНУ ім. Петра Могили, 2019. — С. 12. — 14.
- Лазуренко В. М. Українське фермерство у добу нової економічної політики: прогресуючий злет і трагізм падіння // Чигиринщина в історії України. Збірник 7: Аграрний розвиток Чигиринщини з найдавніших часів до сьогодення. Матеріали Сьомої міжрегіональної історико-краєзнавчої конференції «Чигиринщина в історії України» / за заг. ред. професора В. М. Лазуренка. — Черкаси, 2019. — С. 5 — 11.
- Лазуренко В. М. Аграрний характер Української революції 1917—1921 рр. (Рецензія на монографію: «Корновенко С. В., Земзюліна Н. І., Ковальова Н. А., Малиновський Б. В., Масненко В. В., Морозов А. Г., Михайлюк О. В., Пасічна Ю. Г. Селянство, земля і влада в період Української революції (1917—1921 рр.). Черкаси, 2020. 440 с.») // Український селянин: зб. наук. праць / За ред. С. В. Корновенка. — Черкаси: Черкаський національний університет ім. Б. Хмельницького, 2021. — Вип. 25. — С. 139—140.
- Лазуренко В. М., Очеретяний В. В. Агрокультурна робота сільськогосподарської кооперації в роки НЕПу щодо підвищення врожайності селянських посівів зернових культур // Соціум. Документ. Комунікація. Society. Document. Communication. — 2022. Випуск 14. — С. 49 — 64.
- Очеретяний В. В., Лазуренко В. М. Аналіз проблеми українського зерновиробництва в роки непу: радянська історіографія // Вісник гуманітарного наукового товариства: наукові праці. Випуск 22. Черкаси: ЧІПБ імені Героїв Чорнобиля НУЦЗ України, 2022. C. 87 — 93.
- Лазуренко В. М. Аграрні трансформації в українському селі в роки непу (1921—1929 рр.) за матеріалами студій краєзнавців Черкащини // «Актуальні питання у сучасній науці (Серія „Педагогіка“, Серія „Право“, Серія Економіка», Серія «Державне управління», Серія «Техніка», Серія «Історія та археологія»)": журнал. 2023. № 9(15) 2023.  С. 854—870(журнал входить до категорії «Б» фахових видань України).
- Лазуренко В. М., Очеретяний В. В.  Селянське зерновиробництво в УСРР у другій половині 1920-х рр.: проблема державного диктату // Український історичний журнал. — 2022. — Число 5. — С. 112—120 (журнал входить в наукометричну базу данних Web of Science).
- Лазуренко В. М. Церковне життя в ранньомодерній Україні крізь призму повсякдення ієреїв Пирятинської протопопії // Вчені записки Таврійського національного університету імені В. І. Вернадського. Серія: Історичні науки.  Том 34 (73). № 4.   2023. С. 175—177.
- Лазуренко В. М. Селянське землекористування Наддніпрянщини: пореформенний період (1861—1900) // Вісник науки та освіти (Серія «Філологія», Серія «Педагогіка», Серія «Соціологія», Серія «Культура і мистецтво», Серія «Історія та археологія»): журнал. 2024. № 12 (30) 2024. С. 1548—1565 (журнал входить до категорії «Б» фахових видань України).
- Лазуренко В.М. Роль Селянського Поземельного Банку у продажі землі на Кавказі селянам-переселенцям Черкаського повіту у 1910–1911 роках // Вісник науки та освіти (Серія «Філологія», Серія «Педагогіка», Серія «Соціологія», Серія «Культура і мистецтво», Серія «Історія та археологія»): журнал.  № 1 (31) 2025. С. 2174 – 2190 (журнал входить до категорії "Б" фахових видань України).'
- Лазуренко В.М.  Селянський кооперативний рух на Черкащині у другій половині XIX – на початку XX ст. крізь призму сучасних історико-краєзнавчих досліджень // «Актуальні питання у сучасній науці (Серія «Педагогіка», Серія «Право», Серія Економіка», Серія «Державне управління», Серія «Техніка», Серія «Історія та археологія»)»: журнал. 2025. № 2 (32) 2025. С. 1137 – 1152 (журнал входить до категорії "Б" фахових видань України).

Роботи народознавчої тематики
- Морозов А. Г., Лазуренко В. М. Український народний етикет // Спеціальні історичні дисципліни: питання теорії та методики. — Число 6 (7). У двох част.: Збірка наукових праць та спогадів пам'яті відомого вченого-історика, доктора історичних наук, професора Володимира Олександровича Замлинського. — К.: НАН України. Інститут історії України, 2001. — Частина 1. — С. 356—374.
- Лазуренко В. М. Народ, традиції, етикет. — Черкаси, 2003. — 34 с.
- Лазуренко В. М. Мудрість, дарована вікам. — Черкаси: «Ваш Дім», 2004. — 52 с.
- Лазуренко В. М., Вовкотруб Ю. М. Каравани українського степу. — Черкаси: «Ваш Дім», 2004. — 76 с. (перше видання)
- Лазуренко В. М., Вовкотруб Ю. М. Каравани українського степу. — Черкаси: «Ваш Дім», 2004. — 92 с. (друге видання).
- Лазуренко В. М., Крохмаль С. С. Від роду до роду. Громадське життя і побут українського селянства у другій половині XIX століття. — Черкаси: «Ваш Дім», 2004. — 92 с.
- Лазуренко В. М., Вовкотруб Ю. М. Хліборобські скарби. Створення, удосконалення і застосування господарського інвентаря українським селянством. — Черкаси: «Вертикаль», видавець Кандич С. Г., 2007. — 168 с.
- Лазуренко В. М. Мудрість, дарована вікам. Родинний етикет // Спадщина Черкащини. Часопис Всеукраїнського громадського об'єднання самодіяльних та професійних митців. Випуск № 5. Травень. — Черкаси, 2007. — С. 24 — 26.
- Лазуренко В. М., Вовкотруб Ю. М. Історія появи українського чумацтва // Маtегіаlу IV mezidzynarodni vedecko-ргаkticka konference «Vedesky prumysl evropskeho  kontinenty — 2007». 01 — 15 prosincu 2007 roku. Dil 11. Historie. Filosofie. Politicke vedy. — Praha. Publishing House «Education and Science» s.r.o., 2007. — Stran. 28 — 29.
- Лазуренко В. М., Вовкотруб Ю. М. Транспорт українського чумацтва // Матеріали IV Міжнародної науково-практичної конференції «Науковий простір світу». Том 26. — Софія: «Бял ГРАД-БГ» ООД, 2008. — С. 58 — 60.
- Лазуренко В. М., Вовкотруб Ю. М. Соціальний склад українського чумацтва // Маtегіаlу IV mezidzynarodni vedecko-ргаkticka konference «Nastoleni moderni vedy — 2008». 27.09 — 05.10. 2008. Dil 4. Ekonomiske vedy. Administrativa. Historie. — Praha. Publishing House «Education and Science» s.r.o., 2008. — Stran. 100—101.
- Лазуренко В. М. Прийшли непрохані, то й підем некохані! // Ритм України. — 2008. — № 6 — 7. — С. 36 — 37.
- Лазуренко В. М., Цехмистренко О. В. Спадщина роду. Прізвища жителів Черкащини у назвах населених пунктів, держав, річок, морів, національностей. — Черкаси: «Вертикаль», видавець Кандич С. Г., 2011. — 96 с.
- Лазуренко В. М. Буденне життя та врочистості в побутуванні українського селянства // Альманах Полтавського педагогічного університету «Рідний край». Випуск № 1 (28), 2013. — С. 158—165.
- Лазуренко В. М. Український гостинний етикет // Матеріали IV Міжнародної науково-практичної конференції «Туристичний та готельно-ресторанний бізнес в Україні: проблеми розвитку та регулювання»: 21 — 22 березня 2013 року, м. Черкаси [Текст] /М-во освіти і науки, молоді та спорту України, Черкас. держ. технол. ун-т. — Черкаси: Видавець Чабаненко Ю. А., 2013. — С. 212—216.
- Лазуренко В. М. Український народний етикет — важливий культурницький дороговказ нації [Архівовано 10 травня 2020 у Wayback Machine.] (2014)
- Лазуренко В. М. Сільськогосподарський реманент українців у війнах, революціях, повстаннях // Матеріали XVII Міжнародної науково-практичної інтернет-конференції «Проблеми та перспективи розвитку науки на початку третього тисячоліття у країнах Європи та Азії» // Збірник наукових праць / гол. ред. В. П. Коцур. — Переяслав-Хмельницький, 2015. — С.  27 — 29.
- Лазуренко В. М. Шти отця-матір, будеш довголітен на землі / Земля батьків. — 2015. — 2 березня. — № 56. — С. 7.
- Лазуренко В. М. Перша борозна — день радості і надії [Архівовано 23 червня 2017 у Wayback Machine.] (2015)
- Лазуренко В. М. Простір, обведений «магічним колом», ставав недоступним для злих сил [Архівовано 23 червня 2017 у Wayback Machine.] (2015)
- Лазуренко В. М. На свято жнив наші пращури вирушали всім селом [Архівовано 23 червня 2017 у Wayback Machine.] (2015)
- Лазуренко В. М. Зуб від борін клали новонародженому хлопчикові під подушку, «щоб не пересікався рід» [Архівовано 10 вересня 2019 у Wayback Machine.] (2015)
- Лазуренко В. М. У стародавні часи жінку ототожнювали з борозною, а чоловіка — з плугом [Архівовано 23 червня 2017 у Wayback Machine.] (2015)
- Лазуренко В. М. Традиційним місцем пологів в українців була комора, лазня або навіть поле [Архівовано 23 червня 2017 у Wayback Machine.] (2015)
- Лазуренко В. М. «З добрим дружись, а лихих — стережись» [Архівовано 10 вересня 2019 у Wayback Machine.] (2015)
- Лазуренко В. М. ЧДТУ — 55 [Архівовано 6 травня 2019 у Wayback Machine.] (2015)
- Лазуренко В. М. «Дай, Боже, доброї години й щастя на ниві» [Архівовано 24 лютого 2017 у Wayback Machine.] (2015)
- Лазуренко В. М. «Нащо та й шаноба, як добреє слово» [Архівовано 24 лютого 2017 у Wayback Machine.] (2015)
- Лазуренко В. М. Борщ в житті українців [Архівовано 7 лютого 2018 у Wayback Machine.] (2016)
- Лазуренко В. М. Солома в українській міфології — символ відродження творчих сил природи [Архівовано 6 вересня 2019 у Wayback Machine.] (2016)
- Лазуренко В. М. Зрозуміти український народний етикет — означає відчути себе спадкоємцем нації і носієм її генів  // Культурно-історична спадщина України: перспективи дослідження та традиції збереження. Матеріали  І-ої Всеукраїнської науково-практичної конференції (з міжнародною участю) (11 — 12 жовтня 2018 р., м. Черкаси). — Черкаси: ФОП Гордієнко Є. І., 2018. — С. 142—145.
- Лазуренко В.М. Зрозуміти звичаї, традиції і обряди українського народу – означає відкрити в собі потужні джерела історичної пам’яті // Мисник В.Г. Народні традиції та звичаї Симоненкового краю – Полтавщини та Черкащини. – Черкаси: “Вертикаль”, вид. ФОП Кандич С.Г., 2025. – С. 4 – 5.

Роботи краєзнавчої, історико-патріотичної, спортивної тематики, методичні видання, тощо
- Бушин М. І., Гудачкова Н. В., Лазуренко В. М., Лисенко А. І. Історія Шевченкового краю: 1939—2002 рр. Навчальний посібник з історії. — Черкаси: Відлуння-Плюс, 2003. — 233 с.
- Бушин М. І., Лазуренко В. М., Стрижак Є. М. Черкаський край в особах. 1941—2001. Корсунщина. Книга 6. — Черкаси: Черкаський ЦНТЕІ, 2003. — 400 с.
- Лазуренко В. М. Серія «Черкаський край в особах. 1941—2001» // Студентський меридіан. — 2003. — червень. — № 6 (7). — С. 4.
- Бушин М. І., Лазуренко В. М. Останній гетьман України // Демократ Черкащини. — 2003. — 4 липня. — № 11 (37). — С. 7.
- Бушин М. І., Лазуренко В. М., Вовкотруб Ю. М. Історико-краєзнавча серія «Черкаський край в особах. 1941—2001»: специфіка написання // Освіта і наука Черкащини. ЧІПБ ім. Героїв Чорнобиля — ступені становлення й розвитку: Матеріали науково-практичної конференції. — Черкаси: ЧІПБ, 2003. — С. 5 — 9.
- Бушин М. І., Морозов А. Г., Корновенко С. В., Лазуренко В. М., Мащенко І. Ю. Етносоціальні та державотворчі процеси в Україні у III—VII столітті н. е. — Черкаси: «Ваш Дім», 2004. — 119 с.
- Лазуренко В. М. Історична пам'ять — дзеркало душі народу (до 60-річчя визволення території України від німецько-фашистських загарбників) // AVTO PLUS. — 2004. — 21 жовтня. — № 23 (67). — С. 7.
- Лазуренко В. М. Історична пам'ять — дзеркало душі народу (до 60-річчя визволення території України від німецько-фашистських загарбників) // AVTO PLUS. — 2004. — 4 листопада. — № 24 (68). — С. 7.
- Лазуренко В. М. Історична пам'ять — дзеркало душі народу (до 60-річчя визволення території України від німецько-фашистських загарбників) // AVTO PLUS. — 2004. — 18 листопада. — № 25 (69). — С. 7.
- Лазуренко В. М. Історична пам'ять — дзеркало душі народу (до 60-річчя визволення території України від німецько-фашистських загарбників) // AVTO PLUS. — 2004. — 1 грудня. — № 26 (70). — С. 7.
- Методичні вказівки до проведення семінарських занять і виконання контрольних робіт з дисципліни «Історія України» для студентів заочної форми навчання / Укл. В. М. Лазуренко., І. Ю. Мащенко. — Черкаси: ЧДТУ, 2004. — 44 с.
- Лазуренко В. М. Патріотично-громадянське виховання підростаючого покоління українців в контексті регіональної політики (за матеріалами Черкаської області) // Умансько-Ботошанська операція 1944 року: До 60-річчя Перемоги. — К.: Науковий світ, 2005. — С. 72 — 77.
- Лазуренко В. М., Вовкотруб Ю. М. Без права на забуття. Черкащина у роки Великої Вітчизняної війни 1941—1945 рр. — Черкаси: «Ваш Дім», 2005. — 372 с.
- Бушин М. І., Лазуренко В. М., Мащенко І. Ю., Стрижак Є. М. Черкаси: 1954—2004. — Черкаси: «Черкаський ЦНТЕІ», 2005. — 448 с.
- Лазуренко В. М., Вовкотруб Ю. М., Фрей Л. В. Рух опору на теренах Черкащини в роки німецько-фашистської окупації 1941—1944 рр. — Черкаси: «Ваш Дім», 2006. — 28 с.
- Вовкотруб Ю. М., Лазуренко В. М. Прикладна механіка на теренах України у другій половині XIX ст.: специфіка досліджень в галузі // Матеріали V Міжнародної науково-практичної конференції «Динаміка наукових досліджень — 2006». — Дніпропетровськ: Наука і освіта, 2006. — С. 77 — 78.
- Лазуренко В. М. Виховуємо особистість // Студентський меридіан. — 2006. — 1 вересня. — № 8 (19). — С. 3.
- Вовкотруб Ю. М., Лазуренко В. М. Зародження прикладної механіки як науки в Україні у першій половині XIX ст. // Історичні записки: Збірник наукових праць. Вип. 11. — Луганськ: Вид-во СНУ ім. В.Даля, 2006. — С. 55 — 62.
- Лазуренко В. М. Історичне краєзнавство на Черкащині // Джерело. Науково-популярне видання. Випуск 3. Матеріали Кам'янської районної третьої науково-краєзнавчої конференції присвяченої Голодомору 1932—1933 років. — Камянка, 2006. — С. 6 — 11.
- Бушин М. І., Лазуренко В. М., Лега А. Ю., Лисенко А. І., Мащенко І. Ю. Особливості становлення української державності в добу національно-демократичного відродження (1917—1920 рр.). — Черкаси: «Черкаський ЦНТЕІ», 2007. — 203 с. (колективна монографія).
- Бушин М. І., Лазуренко В. М., Лега А. Ю., Лисенко А. І., Мащенко І. Ю., Чубіна Т. Д.  Державогенез на українських землях на початку 90-х років XX століття. — Черкаси: «Черкаський ЦНТЕІ», 2007. — 194 с. (колективна монографія).
- Лазуренко В. М. Актуальні проблеми сучасного краєзнавчого руху на Черкащині // Село Новоселиця: історія і сучасність. Матеріали Першої історико-краєзнавчої учнівської конференції Новоселицької ЗОШ I—II ступенів Чигиринського району Черкаської області /за ред. доц. В. М. Лазуренка. — Черкаси, 2007. — С. 11 — 18.
- Лазуренко В. М. Дослідження, яке вагомо доповнює національну історію науки і техніки // Вовкотруб Ю. М. Нариси історії розвитку прикладної механіки в Україні в XIX ст. — Черкаси: «Вертикаль», видавець Кандич С. Г., 2007. — С. 3 — 7 (передмова до монографії).
- Лазуренко В. М., Фрей Л. В. Козаки йдуть! Організація війська і озброєння українського козацтва (XIV—XVIII ст.). — Черкаси: ПП Гордієнко Є. І., 2007. — 70 с.
- Лазуренко В. М., Поденщикова Н. А. Освіта про демократію — досвід становлення (на прикладі Черкаського державного технологічного університету) // V Міжнародна конференція «Розвиток демократії і демократична освіта в Україні». 8 — 10 листопада 2007 р. Тези доповідей. — К., 2007. — С. 48 — 49.
- Лазуренко В. М., Стрижак Є. М. Інститут червоної професури (20-30 рр. XX ст.): сучасний погляд на проблему створення закладу // Маtегіаlу IV mezidzynarodni vedecko-ргаkticka konference «Vedesky potencial sveta — 2007». Dil 4. Pravni vedy. Historie. Hudba a zivot. — Praha. Publishing House «Education and Science» s.r.o., 2007. — Stran. 29 — 31.
- Лазуренко В. М. Музеї Черкаського державного технологічного університету. — Черкаси: ЧДТУ, 2008. — 20 с.
- Лазуренко В. М., Стрижак Є. М. Особливості «боротьби з польським націоналізмом» крізь призму позиції керівника Всеукраїнської асоціації марксо-ленінських науково-дослідних інститутів А. Сенченка (1934 р.) // Маtегіаlу IV Miedzynarodowej naukowi-ргаktycznej konferencji "Nowoczesnych naukowych osiagniec — 2008. Туm 8. Prawo. Historia. Politologija. — Przemysl: Nauka і studia, 2008. — Str. 78 — 79.
- Патріотичне виховання молоді: інформаційно-методичні матеріали до наради Ради ректорів вищих навчальних закладів I—IV рівнів акредитації Черкаської області [Текст] / Укладачі: Ю. Г. Лега, О. О. Григор, А. І. Бойко, В. М. Лазуренко; Міністерство освіти і науки України, Черк. держ. технолог. університет. — Черкаси: ЧДТУ, 2009. — 60 с.
- Лазуренко В. М. Наш Центр культури та виховання // Увінчані славою. — Черкаси: Чабаненко Ю. А., 2010. — С. 281—285.
- Лазуренко В. М. Черкащина у сучасному краєзнавчому русі // Залізнякові читання. Матеріали Другої учнівської наукової краєзнавчої конференції, с. Медведівка, 21 травня 2010 р. — Черкаси: Видавець Чабаненко Ю., 2010. — С. 5 — 11.
- Бушин М. І., Лазуренко В. М. Золоте сяйво ювілею. З історії Черкаського державного технологічного університету // Земля Черкаська. — 2010. — 1 жовтня. — С.5.
- Лазуренко В. М. Всеукраїнський семінар-практикум у Черкасах (24 вересня 2010 р.) // http: nsku.org.ua
- Лазуренко В. М. Прооблеми та перспективи розвитку Черкащини туристичної (до постановки проблеми формування новітніх черкаських туристичних брендів) // Матеріали Другої Міжнародної науково-практичної конференції «Туристичний та готельно-ресторанний бізнес в Україні: проблеми розвитку та регулювання»: 16 — 18 березня 2011 року, м. Черкаси [Текст] /М-во освіти і науки України, Черкас. держ. технол. ун-т. — Черкаси: Видавець Чабаненко Ю. А.,  2011. — С. 51 — 56.
- Лазуренко В. Н. Украина — космическое государство // 50 лет космической эры: человек, земля, вселенная. Материалы межрегиональной научно-практической конференции, посвященной 50-летию полета Ю. А. Гагарина в космос. — Оренбург: Оренбургский ЦНТИ, 2011. — С. 255—257.
- Лазуренко В. М. Черкаська обласна організація НСКУ відтепер має свій сайт (15 січня 2011 р.) // http: nsku.org.ua
- Лазуренко В. М., Стрижак Є. М., Лазуренко Ю. М. Особливості радянського Руху опору на Черкащині в роки Великої Вітчизняної війни 1941—1945 років // Матеріали IV Міжнародної науково-практичної конференції «Туристичний та готельно-ресторанний бізнес в Україні: проблеми розвитку та регулювання»: 21 — 22 березня 2013 року, м. Черкаси [Текст] /М-во освіти і науки, молоді та спорту України, Черкас. держ. технол. ун-т. — Черкаси: Видавець Чабаненко Ю. А., 2013. — С. 131—135.
- Методичні рекомендації до самостійної роботи студентів з дисципліни «Історія України» для усіх напрямків підготовки (спеціальностей) освітньо-кваліфікаційного рівня «бакалавр» денної форми навчання / Укл. Лазуренко В. М., Стадник І. Ю., Стрижак Є. М., Яшан О. О. — ЧДТУ, 2013. — 49 с.
- Методичні вказівки до виконання самостійної роботи з дисципліни «Історія української культури» для студентів освітньо-кваліфікаційного рівня «бакалавр» усіх спеціальностей / Укл. В. М. Лазуренко І. Ю. Стадник, Є. М. Стрижак, О. О. Яшан. — Черкаси: ЧДТУ, 2013 — 63 с.
- Лазуренко В. М. Національна ідея має відповідати принципу — відповідальна держава, чесна влада, гідне життя // http://novadoba.com.ua/print:page,1,45-nacionalna-ideya-maye-vidpovidaty-pryncypu-vidpovidalna-derzhava-chesna-vlada-gidne-zhyttya.html.
- Лазуренко В. М.  Позитивний образ земляка — взірець для наслідування молодим поколінням громадян Української держави (2013) // http://novadoba.com.ua/1353-pozytyvnyy-obraz-zemlyaka-vzirec-dlya-nasliduvannya-molodym-pokolinnyam-gromadyan-ukrayinskoyi-derzhavy.html
- Лазуренко В. М., Буравченко Р. В. Трансформація геостратегічних процесів в світі в кін. XX — поч. XXI ст.: від біполярності до асиметричної багатополярності // Наукові праці: науково-методичний журнал. Вип. 216. Т. 228. Політологія. — Миколаїв: Вид-во ЧДУ ім. Петра Могили, 2014. — С. 40 — 44. — фахове видання.
- Методичні вказівки до виконання контрольних робіт з дисципліни «Історія української культури» для студентів усіх напрямків заочної форми навчання освітньо-кваліфікаційного рівня «бакалавр» / Укл.  Лазуренко В. М., Тептюк Л. М., Худолєй О. С. — Черкаси: ЧДТУ, 2014. — 23 с.
- Методичні вказівки до виконання контрольних робіт з дисципліни «Історія України» для студентів усіх напрямків заочної форми навчання освітньо-кваліфікаційного рівня «бакалавр» / Укл.  Лазуренко В. М., Тептюк Л. М., Худолєй О. С. — Черкаси: ЧДТУ, 2014. –  28 с.
- Лазуренко В. М. Передмова // Краєзнавство і навчально-виховний процес. Методичний посібник. — Кам'янка, 2014.– С. 3 — 4.
- Лазуренко В. М. Головним завданням гуманізації технічної освіти в ЧДТУ є розвиток духовності студента у поєднанні з високим рівнем професійної культури // Часопис Черкаського державного технологічного університету. — № 1. — 2014. — С. 8 — 9.
- Нариси історії Шевченківського краю. Книга 1. З найдавніших часів до 1861 р. — Черкаси: видавець Гордієнко Є. І., 2014. — 374 с. (член редакційної колегії).
- Нариси історії Шевченківського краю. Книга 2. Від 1861 р. до 1941 р. — Черкаси: видавець Гордієнко Є. І., 2014. — 378 с. (член редакційної колегії).
- Лазуренко В. М.  9 грудня виповнилося 25 років від часу створення Черкаської обласної організації Національної спілки краєзнавців України (2014)  // http://novadoba.com.ua/12536-9-grudnya-vypovnylosya-25-rokiv-vid-chasu-stvorennya-cherkaskoyi-oblasnoyi-organizaciyi-nacionalnoyi-spilky-krayeznavciv-ukrayiny.html
- Лазуренко В. М., Чепурда Г. М.  Досвід полезахисного лісорозведення в Україні // Гілея: науковий вісник. Збірник наукових праць / Гол. ред. В. М. Вашкевич. — К. : Видавництво «Гілея», 2015. — Вип. 100 (№ 9). — С. 88 — 90.
- Зозуля Н. М., Лазуренко В. М. Свідчення старшин та офіцерів армії УНР про політичні орієнтації повстанського руху в Середньому Подніпров'ї у 1918 — на поч. 1920-х рр. // Гуманітарний вісник: всеукр. зб. наук. праць. — Число 27. Вип.11 / М-во освіти і науки  України, Черкас. держ. технол. ун-т. — Черкаси: ЧДТУ, 2017. — С. 187—194. — (Серія: Історичні науки).
- Методичні рекомендації до виконання контрольних робіт з дисципліни «Основи наукових досліджень» для здобувачів освітнього ступеня бакалавра спеціальності 032 «Історія та археологія» заочної форми навчання [Електронний ресурс] / [упоряд. Лазуренко В. М., Яшан О. О.]; М-во освіти і науки України, Черкас. держ. технол. ун-т. — Черкаси: ЧДТУ, 2017. — 22 с.
- Основи наукових досліджень. Практикум для здобувачів освітнього ступеня "бакалавр"спеціальності 032 «Історія та археологія» [Електронний ресурс] / [упоряд. В. М. Лазуренко, О. О. Яшан]; М-во освіти і науки України, Черкас. держ. технол. ун-т. — Черкаси: ЧДТУ, 2017. — 21 с. — Назва з титульного екрана.
- Методичні рекомендації до самостійної роботи з дисципліни «Основи наукових досліджень» для здобувачів освітнього ступеня «бакалавр» спеціальності 032 — «Історія та археологія» [Електронний ресурс] / [упоряд. В. М. Лазуренко, О. О. Яшан] ; М-во освіти і науки України, Черкас. держ. технол. ун-т. — Черкаси: ЧДТУ, 2017. — 44 с. — Назва з титульного екрана.
- Лазуренко В. М. Шанувати історію своєї держави — почесна і відповідальна справа // Джерело. Науково-популярне видання. Випуск XV. Матеріали п'ятнадцятої науково-краєзнавчої конференції «Історія рідного краю в контексті історії України», присвячені 100-річчю початку боротьби Холодноярської організації за волю і Незалежність України у 1918—1922 рр., 85-річчю Голодомору в Україні в 1932—1933 рр., 80-річчю Великого терору в Україні в 1937—1938 рр. / Упоряд. О. Г. Шамрай. — Черкаси: «Вертикаль», видавець Кандич С. Г., 2018. — С. 8.
- Лазуренко В. М. Висвітлення Голодомору 1932—1933 рр. у дослідженнях краєзнавців Черкащини // Гуманітарний вісник: всеукр. зб. наук. праць. — Число 30. Вип. 14 / М-во освіти і науки України, Черкас. держ. технол. ун-т. — Черкаси: ЧДТУ, 2019. — С. — 92 — 107. — (Серія: Історичні науки) (фахове видання).
- Данилевський В. В., Лазуренко В. М. Відгуки читачів на публікації в українських журналах часів перебудови як демонстрування утвердження засад демократичної культури та  вільного мислення // Теорія та практика сучасної науки та освіти. Матеріали Міжнародної наукової конференції. 29 — 30 листопада 2019 р., м. Дніпро. Частина I. / Наук. ред. О. Ю. Висоцький. — Дніпро: СПД «Охотнік», 2019. — С. 150—152.
- Методичні рекомендації до виконання контрольних робіт з дисципліни «Історія України 15 — 19 ст.» для здобувачів освітнього ступеня бакалавра спеціальності 032 «Історія та археологія» заочної форми навчання [Електронний ресурс] / [упоряд. Лазуренко В. М., Яшан О. О.]; М-во освіти і науки України, Черкас. держ. технол. ун-т. — Черкаси: ЧДТУ, 2019. — 22 с.
- Історія України XV—XIX ст. Практикум для здобувачів освітнього ступеня "бакалавр"спеціальності 032 «Історія та археологія» [Електронний ресурс] / [упоряд. В. М. Лазуренко, О. О. Яшан]; М-во освіти і науки України, Черкас. держ. технол. ун-т. — Черкаси: ЧДТУ, 2019. — 21 с. — Назва з титульного екрана.
- Методичні рекомендації до самостійної роботи з дисципліни « Історія України XV—XIX ст.» для здобувачів освітнього ступеня «бакалавр» спеціальності 032 — «Історія та археологія» [Електронний ресурс] / [упоряд. В. М. Лазуренко, О. О. Яшан] ; М-во освіти і науки України, Черкас. держ. технол. ун-т. — Черкаси: ЧДТУ, 2019. — 44 с. — Назва з титульного екрана
- Лазуренко В. М. Тема Голодомору 1932—1933 рр. у дослідженнях краєзнавців Черкащини // Краєзнавство Черкащини. Випуск 13. — Черкаси: «Вертикаль», видавець Кандич С. Г., 2019. — С. 183—198.
- Гончар О. С., Лазуренко В. М. Зародження, згасання і відродження краєзнавчого руху на Черкащині у XX столітті // Гуманітарний дискурс суспільних проблем: минуле, сучасне, майбутнє: Матеріали Всеукраїнської наукової конференції з міжнародною участю. — 23 квітня 2020 року, м. Черкаси. — Черкаси: ЧІПБ імені Героїв Чорнобиля НУЦЗ України, 2020. — С. 18 — 22.
- Історичне краєзнавство: практикум для здобувачів освітнього ступеня «бакалавр» спеціальності 032 «Історія та археологія» [Електронний ресурс] / [упоряд. В. М. Лазуренко, О. О. Яшан]; / М-во освіти і науки України, Черкас. держ. технол. ун-т. — Черкаси: ЧДТУ, 2020. — 35 с. — Назва з титульного екрана.
- Методичні рекомендації до виконання контрольних робіт з дисципліни «Історичне краєзнавство» для здобувачів освітнього ступеня «бакалавр» спеціальності 032 «Історія та археологія» заочної форми навчання [Електронний ресурс] / [упоряд. Лазуренко В. М., Яшан О. О.]; М-во освіти і науки України, Черкас. держ. технол. ун-т. — Черкаси: ЧДТУ, 2020. — 34 с. — Назва з титульного екрана.
- Методичні рекомендації до виконання контрольних робіт з дисципліни «Історія України XV — XIX ст.» для здобувачів освітнього ступеня «бакалавр» спеціальності 032 «Історія та археологія» заочної форми навчання [Електронний ресурс] / [упоряд. Лазуренко В. М., Яшан О. О.]; Ч. 2 (друга половина XVII — XIX cт.), М-во освіти і науки України, Черкас. держ. технол. ун-т. — Черкаси: ЧДТУ, 2020. — 27 с. — Назва з титульного екрана.
- Історія України XV — XIX ст. Практикум для здобувачів освітнього ступеня «бакалавр» спеціальності 032 «Історія та археологія» [Електронний ресурс] / [упоряд. В. М. Лазуренко, О. О. Яшан]; Ч. 2 (друга половина XVII — XIX cт.) / М-во освіти і науки України, Черкас. держ. технол. ун-т. — Черкаси: ЧДТУ, 2020. — 25 с. — Назва з титульного екрана.
- Методичні рекомендації до самостійної роботи з дисципліни «Історичне краєзнавство» для здобувачів освітнього ступеня «бакалавр» спеціальності 032 «Історія та археологія» [Електронний ресурс] / [упоряд. В. М. Лазуренко, О. О. Яшан] ; М-во освіти і науки України, Черкас. держ. технол. ун-т. — Черкаси: ЧДТУ, 2020. — 56 с. — Назва з титульного екрана.
- Лазуренко В. М. Прийде час, і ми повернемося до потужної ролі бібліотек саме у формуванні реального українського патріотизму // https://novadoba.com.ua/342161-pryjde-chas-i-my-povernemosya-do-potuzhnoyi-roli-bibliotek-same-u-formuvanni-realnogo-ukrayinskogo-patriotyzmu.html
- Лазуренко В. М. Певні сили знищують бібліотеки ://procherk.info/direct/624-lazurenko/85935-lazurenko-pevni-sili-znischujut-biblioteki
- Кулинич Б. Г., Лазуренко В. М. Історія українського паралімпійського спорту в електронних медіа: рівень інформативності та репрезентативності // Український історичний журнал. — 2021. — Число 1. — С. 190—197 (журнал входить в наукометричну базу данних  Web of Science та належать до категорії «А» фахових видань України).
- Кулинич Б. Г., Лазуренко В. М. Історія становлення паралімпійського спорту України за матеріалами вітчизняної  газетної періодики (1980-ті — початок 1990 рр.) // Гілея: науковий вісник. — К.: «Видавництво „Гілея“», 2021. — Вип. 161 (№.3-4). Ч. 1. Історичні науки. — С. 41 — 45.
- Лазуренко В. М., Яшан О. О. Пам'ять про Голокост і сучасна російсько-українська війна // Проблеми розвитку (меморіалізації) Бабиного Яру: історичний, меморіальний та пам'яттєвий контекст: матеріали Міжнародної науково-практичної конференції (очно, заочно, дистанційно). (Переяслав, 18 травня 2022 р.). Переяслав: Університет Григорія Сковороди в Переяславі, 2022. — С. 39 — 42.
- Лазуренко В. М. Українські землі наприкінці XVIII ‒ на початку XX ст.: соціально-економічні та політичні перетворення // Матеріали V Всеукраїнської науково-практичної конференції «Культурно-історична спадщина України: перспективи дослідження та традиції збереження» (з міжнародною участю) (м. Черкаси, ЧДТУ, 20 — 21 жовтня 2022 р.) / упоряд. : В. М. Лазуренко, І. Ю. Стадник, О. О. Яшан ; М-во освіти і науки України, Черкас. держ. технол. ун-т. — Черкаси: видавець Гордієнко Є. І., 2022. — С. 326—331.
- Лазуренко В. М. Писемний пам'ятник селу Папужинці // Шумейко К. В. Немає милішого краю ніж той, де судилось зрости. Папужинці й папужани: історія й сьогодення.  – Чернігів: ПАТ "ПВК «Десна», 2023. — С. 3 — 5.
- Зозуля В., Лазуренко В. Військове формування «Азов» у боротьбі України з російським агресором // Збірник тез доповідей студентської науково-практичної конференції ЧДТУ: 18–20 квіт. 2023 р. [Електронний ресурс] / [упоряд. : Єгорова О. В., Захарова О. В., Кисельов В. Б. та ін.] ; М-во освіти і науки України, Черкас. держ. технол. ун-т. — Черкаси: ЧДТУ, 2023. — С. 178.
- Мрига В.,  Лазуренко В. Поховання гетьмана Богдана Хмельницького: історіографічний аспект // Збірник тез доповідей студентської науково-практичної конференції ЧДТУ: 18–20 квіт. 2023 р. [Електронний ресурс] / [упоряд. : Єгорова О. В., Захарова О. В., Кисельов В. Б. та ін.] ; М-во освіти і науки України, Черкас. держ. технол. ун-т. — Черкаси: ЧДТУ, 2023. — С. 178—179.
- Лазуренко В. М. Краєзнавчий рух на Черкащині в період російсько-української війни (лютий 2022 — лютий 2023) // Джерело. Вип. ХІХ. Матеріали дев'ятнадцятої науково-практичної краєзнавчої конференції «Історія рідного краю в контексті історії України» / Упоряд. О. Г. Шамрай. — Черкаси, 2023. — С. 6 — 15.
- Лазуренко В. М. Україна понад усе! Україна переможе! Краєзнавчі конференції є важливим фактором сучасної інформаційно-патріотичної боротьби з рашизмом // Джерело. Вип. ХІХ. Матеріали дев'ятнадцятої науково-практичної краєзнавчої конференції «Історія рідного краю в контексті історії України» / Упоряд. О. Г. Шамрай. — Черкаси, 2023. — С. 4 — 5.
- Лазуренко В. М., Рубан С. Л. Становлення та розвиток краєзнавчого руху на Черкащині у другій половині 1920-х років  // «Актуальні питання у сучасній науці (Серія „Педагогіка“, Серія „Право“, Серія Економіка», Серія «Державне управління», Серія «Техніка», Серія «Історія та археологія»)": журнал. 2023. № 8(14) 2023.  С. 990—1001 (журнал входить до категорії «В» фахових видань України).
- Лазуренко В., Реєнт О. Одне з найдавніших сіл Черкащини має свою написану історію // Краєзнавство. — 2023. — № 1-2. — С. 139—140 (журнал входить до категорії «В» фахових видань України).
- Лазуренко В. М. Аграрні трансформації в українському селі в роки непу (1921—1929 рр.) за матеріалами студій краєзнавців Черкащини // «Актуальні питання у сучасній науці (Серія „Педагогіка“, Серія „Право“, Серія Економіка», Серія «Державне управління», Серія «Техніка», Серія «Історія та археологія»)": журнал. 2023. № 9(15) 2023.  С. 854—870(журнал входить до категорії «В» фахових видань України).
- Лазуренко В. М. Освітянський історико-краєзнавчий проєкт «Моя Черкащина» працює на Перемогу // Краєзнавство Черкащини. Випуск 16 / Упор. В. М. Мельниченко. — Черкаси: «Вертикаль», видавець Кандич С. Г., 2023. — С. 86 — 91.
- Лазуренко В. М.  Україна понад усе! Україна Переможе! Краєзнавчі конференції є важливим фактором сучасної інформаційно-патріотичної боротьби з рашизмом // Джерело. Вип. XIX. Матеріали дев'ятнадцятої науково-практичної конференції «Історія рідного краю в контексті історії України» / Упор. О. Г. Шамрай. — Черкаси: «Вертикаль», видавець Кандич С. Г., 2023. — С. 6 — 7.
- Лазуренко В. М.  Краєзнавчий рух Черкащини в період російсько-української війни (лютий 2022 — лютий 2023) // Джерело. Вип. XIX. Матеріали дев'ятнадцятої науково-практичної конференції «Історія рідного краю в контексті історії України» / Упор. О. Г. Шамрай. — Черкаси: «Вертикаль», видавець Кандич С. Г., 2023. — С. 8 — 19.
- Лазуренко В.М. Патріотизм – це потужна зброя в руках українця: знаємо історію свого народу та своєї малої батьківщини – перемагаємо ! // Джерело. Вип. XX. Матеріали двадцятої науково-практичної конференції “Історія рідного краю в контексті історії України” / Упор. О.Г. Шамрай. – Черкаси: “Вертикаль”, видавець Кандич С.Г., 2024. – С.7 – 8.
- Лазуренко В. М. Історія Суботівського історичного музею у епістолярній спадщині видатних краєзнавців Черкащини // Вісник науки та освіти (Серія «Філологія», Серія «Педагогіка», Серія «Соціологія», Серія «Культура і мистецтво», Серія «Історія та археологія»): журнал. 2024. № 2 (20) 2024. С. 1568—1585 (журнал входить до категорії «В» фахових видань України).
- Лазуренко В. М. Національно-патріотичне виховання української молоді (на прикладі Черкаського державного технологічного університету) // Вісник гуманітарного наукового товариства: наукові праці. Випуск 24. Черкаси: ЧІПБ імені Героїв Чорнобиля, 2024. С. 43 — 49.
- Лазуренко В. Бібліотечна справа на Черкащині: історія та сьогодення // Бібліотечна справа Черкащини: від першоджерел до сьогодення: збірник матеріалів науково-практичної конференції з міжнародною участю, 2 — 3 квітня 2024 р., м. Черкаси / Упр. культури та охорони культур. спадщини Черкас. облдержадмін., Комун. закл. «Обл. універс. наук. б-ка ім. Тараса Шевченка» Черкас. Облради, Громад. орг. «Черкас. обл. відділення Укр. б-ної асоціації» [упоряд. К. Бугаєнко]. — Черкаси: ОУНБ ім. Тараса Шевченка, 2024. — С. 41 — 47.
- Лазуренко В. Державотворчий потенціал краєзнавчого руху в контексті 70-річчя Черкаської області //  Черкаська область: шлях довжиною в 70 років. Історико-документальний нарис до 70-річчя утворення Черкаської області / упоряд. В. М. Мельниченко. — Черкаси: Вертикаль, видавець Кандич С. Г., 2024. — С. 11 — 15.
- Лазуренко В. Книга про історію бібліотечної справи на Черкащині // Краєзнавство Черкащини. Випуск 17 / Упор. В. М. Мельниченко. — Черкаси: «Вертикаль», видавець Кандич С. Г., 2024. — С. 135—144.
- Лазуренко В. М. Краєзнавство Черкащини в умовах воєнного стану як чинник ідеологічного опору російському агресорові // Краєзнавство. 2024.  № 2. С. 18 — 28.
- Лазуренко В. М. Дослідження з історії бібліотечної справи на Черкащині // Краєзнавство. 2024. № 2. С. 229—232.
- Лазуренко В. Краєзнавство Черкащини в умовах війни РФ проти України: нові виклики і завдання (із досвіду збереження і популяризації історико-культурної спадщини) // «Українське краєзнавство у викликах російсько-української війни: науково-дослідний та суспільний потенціал». Збірник матеріалів XVI Всеукраїнської наукової історико-краєзнавчої конференції, м. Київ, 10 травня 2024 р. / За заг. ред. О. Реєнта, упор. О. Лисенко, Р. Маньковська, Д. Ніколайчук, С. Архипова. Київ: Інститут історії України НАН України, 2024. С. 128—134.
- Лазуренко В.М. Феномен української національно-цивілізаційної та громадянської ідентичності // Українські національна та громадянська ідентичності: теоретичне осмислення і стратегії формування. Колективна монографія. Черкаси: Черкаський інститут пожежної безпеки імені Героїв Чорнобиля НУЦЗ України, 2024. – С. 5 – 12.
- Лазуренко В. М. Системне нищення релігійних пам'яток у парадигмі більшовицької ідеології 20-х — 30-х років XX ст. за матеріалами студій краєзнавців Черкащини // Матеріали VII Всеукраїнської науково-практичної конференції (з міжнародною участю) «Культурно-історична спадщина України: перспективи дослідження та традиції збереження» (Черкаси, ЧДТУ, 31 жовтня — 01 листопада 2024 р.) / упоряд. : Лазуренко В. М., Стадник І. Ю., Яшан О. О., Литвин О. В.; М-во освіти і науки України, Черкас. держ. технол. ун-т. — Черкаси: видавець Гордієнко Є. І., 2024.  С. 9 — 18.

Роботи присвячені персоналістиці
- Лазуренко В. М. Герої Богданового краю // Велич подвигу народного (тези матеріалів обласної науково-практичної конференції, присвяченої 50-річчю Перемоги у Великій Вітчизняній війні 1941—1945 рр.). — Черкаси, 1995. — С. 84 — 85.
- Лазуренко В. М. Людина, сповнена великої життєвої енергії // Професор Микола Іванович Бушин: Україна — моя Батьківщина. — Черкаси, ЧДТУ, 2003. — С. 37 — 39.
- Лазуренко В. М. Терези долі і науки. Микола Іванович Бушин: вчитель, наставник, людина. — Черкаси: ЦНТЕІ, 2004. — 256 с.
- Лазуренко В. М. Державотворець України // AVTO PLUS. — 2004. — 16 грудня. — № 27 (71). — С. 7.
- Лазуренко В. М. Доктор історичного призову. Роздуми про науково-педагогічну діяльність професора Морозова А. Г. // Серйозна студентська газета. — № 9-10 (18-19). — 2006. — квітень-травень. — С. 7.
- Лазуренко В. М. Сергій Герасимович Савранський — патріот своєї малої Батьківщини // Савранський С. Г. — педагог з великої літери. — Черкаси: «Черкаський ЦНТЕІ», 2006. — С. 19-25.
- Твои люди, Черкасщина! Выпуск № 1 // Составители: Лазуренко В. Н., Веретильнык В. М., Красовский П. С. — Черкаси, 2007. — 16 с.
- Твои люди, Черкасщина! Выпуск № 2 // Составители: Лазуренко В. Н., Веретильнык В. М., Красовский П. С. — Черкаси, 2007. — 20 с.
- Лазуренко В. М. Польський вчений — український доктор // Земля Черкаська. — 2007. — 14 вересня. — № 38 (806). — С. 6.
- Твои люди, Черкасщина! Выпуск № 3 // Составители: Лазуренко В. Н., Веретильнык В. М., Красовский П. С. — Черкаси, 2008. — 28 с.
- Лазуренко В. М. Михайлом освячені. Лауреати Черкаської обласної краєзнавчої премії імені Михайла Максимовича. — Черкаси: «Вертикаль», 2009. — 58 с. (науково-довідкове видання).
- Лазуренко В. М. Яценко Володимир Микитович: життєвий та науково-педагогічний шлях // Професор Володимир Микитович Яценко. Серія: Вчені Черкаського державного технологічного університету. — Черкаси: ЧДТУ, 2009. — С. 3 — 21.
- Лазуренко В. М. Шістдесята висота. Штрихи до портрета Юрія Григоровича Леги // Земля Черкаська. — 2009. — 11 вересня. — № 37 (907). — С. 4.
- Лазуренко В. М. Життєвий шлях вченого, керівника, людини // Учений, Людина, Громадянин. Професор Юрій Лега. Серія: Вчені Черкаського державного технологічного університету. — Черкаси: ЧДТУ, 2009. — С. 6 — 14.
- Лазуренко В. М. Ліг колоском на отчому порозі. Юрій Миколайович Вовкотруб — молодий дослідник української історії. — Черкаси: «Вертикаль», видавець Кандич С. Г., 2012. — 176 с.
- Твои люди, Черкасщина! Выпуск № 4 // Составители: Лазуренко В. Н., Веретильнык В. М., Красовский П. С., Настасенко Г. П. — Черкаси, 2012. — 20 с.
- Гуржій О. І., Лазуренко В. М. До 75-річчя доктора історичних наук, професора М. І. Бушина // Український історичний журнал. — К. : Інститут історії України НАН України, 2013. — Вип. № 2 (509). — С. 232—234.
- Лазуренко В. М. Штрихи до портрета черкаського історика і краєзнавця Миколи Бушина // Краєзнавство. Науковий журнал. — К. : Національна спілка краєзнавців України, Інститут історії України НАН України, 2013. — № 3. — С. 65 — 73.
- Лазуренко В. М. Історик двох епох: Микола Іванович Бушин. — Черкаси: ЧДТУ, 2013. — 360 с.
- Лазуренко В. М. Микола Іванович Бушин: біобібліографічний покажчик до 75-річчя від дня народження. — Черкаси: ЧДТУ, 2013. — 159 с.
- Особистість в історії України: Микола Іванович Бушин / за ред., д.і.н., проф. ЧДТУ В. М. Лазуренка. — Черкаси: ЧДТУ, 2013. — 392 с.
- Лазуренко В. М.  Позитивний образ земляка — взірець для наслідування молодим поколінням громадян Української держави [Архівовано 10 вересня 2019 у Wayback Machine.] (2013)
- Лазуренко В. М. Тарас Григорович Шевченко і Чигиринщина // Наш Шевченко. Монографія. — Черкаси: ФОП Гордієнко Є. І., 2014. — С. 233—250.
- Кунченко-Харченко В. І., Лазуренко В. М., Лазуренко Ю. М. Життя, віддане науці: професор Юрій Петрович Кунченко. — Черкаси: ЧДТУ, 2014. — 119 с.
- Бушин М. І., Лазуренко В. М., Вишневський В. Є. та ін. Черкащини славетні імена. — Черкаси: «Черкаський ЦНІІ», 2014. — 710 с.
- Лазуренко В. Післямова. Їх життєвий шлях примножив славу Черкащини // Черкащини славетні імена. — Черкаси: «Черкаський ЦНІІ», 2014. –  С. 703—708 с.
- Лазуренко В. Патріот рідної землі // Він по-іншому жити не міг: книга-спогад про науковця й поета Валерія Шпака / автори-упоряд.: Г. М. Голиш, В. П. Ушанов. — Черкаси: Вертикаль, 2014. — С. 50 — 52.
- Лазуренко В. М. Внесок Ю. М. Вовкотруба в українську історичну науку/ Лазуренко В. М. // Гуманітарний вісник: всеукр. зб. наук. праць. — Число 23. Вип. 7. — Черкаси: ЧДТУ, 2015. — C.200-209. — (Серія: Історичні науки).
- Твої люди, Черкащино! Випуск № 5 // Автори-упорядники: Лазуренко В. М., Веретильник В. М., Настасенко Г. П. — Черкаси, 2015. — 24 с.
- Лазуренко В. М. Геннадій Столяренко. Життя, присвячене Україні та хімії / Черкаський край. — 2015. — 5 серпня. — №. 61 (19994) — С. 4.
- Лазуренко В. М., Лазуренко Ю. М.  Національний лідер України середини XVII століття Богдан Хмельницький: дискусійні сторінки біографії  //  Матеріали VII Міжнародної науково-практичної конференції «Туристичний та готельно-ресторанний бізнес в Україні: проблеми розвитку та регулювання»: 24 — 25 березня 2016 року, м. Черкаси: у 2-х томах / М-во освіти і науки України, Черкас. держ. технол. ун-т. — Т. 1. — Черкаси: Видавець Чабаненко Ю. А., 2016. — С. 244—246.
- Лазуренко В. М. Вовкотруб Юрій Миколайович / Краєзнавці Черкащини: біобібліографічний довідник / упорядники: В. М. Мельниченко, Г. М. Голиш. — Черкаси: Вертикаль, 2016. — С. 34.
- Лазуренко В. М. Микола Іванович Бушин: історик, краєзнавець, людина (до 80-річчя з дня народження)//  Персоналістичний вимір історії Черкащини: матеріали Першої регіональної історико-краєзнавчої конференції, присвяченої 80-річчю з дня народження доктора історичних наук, професора, заслуженого працівника освіти України Бушина Миколи Івановича (12 березня 2018 р., м. Черкаси) / упоряд. : В. М. Лазуренко, І. Ю. Стадник, О. О. Яшан ; відповід. ред. проф. В. М. Лазуренко. — Черкаси: ЧДТУ; видавець Гордієнко Є. І., 2018. — С. 9 — 23.
- Лазуренко В. М. Подвижник краєзнавства Черкащини // Краєзнавство. Науковий журнал / Національна спілка краєзнавців України, Інститут історії України НАН України. — 2019. –  № 1. — С. 43 — 50.
- Лазуренко В. М. Ювілейна Черкащина Василя Мельниченка // Черкаський край. — 2019. — 2 січня. — С.7.
- Лазуренко В. М. Михайло Сирота у спогадах українських політиків і активних учасників національно-демократичних процесів в Україні //  Гуманітарний вісник: зб. наук. праць. — Число 33. Вип. 17 / М-во освіти і науки України, Черкас. держ. технол. ун-т. — Черкаси: ЧДТУ, 2020. — С. 16 — 31.
- Лазуренко В. М. Історико-краєзнавча діяльність професора Миколи Івановича Бушина // Чигиринщина в історії України. Збірник 8: Культурна спадщина Чигиринщини. Матеріали Восьмої міжрегіональної історико-краєзнавчої конференції «Чигиринщина в історії України» / за заг. ред. професора В. М. Лазуренка. — Черкаси: видавець ФОП Гордієнко Є. І., 2020. — С. 248—263.
- Лазуренко В. М. Освітня і краєзнавча нива Василя Мельниченка // Чигиринщина в історії України. Збірник 8: Культурна спадщина Чигиринщини. Матеріали Восьмої міжрегіональної історико-краєзнавчої конференції «Чигиринщина в історії України» / за заг. ред. професора В. М. Лазуренка. — Черкаси: видавець ФОП Гордієнко Є. І., 2020. — С. 220—228.
- Лазуренко В. М. Сирота Михайло Дмирович: Громадянин, Патріот, один із творців Конституції України // Черкащина в контексті українського державотворення: матеріали Регіональної науково-практичної конференції, присвяченої 25-річчю Конституції України та 30-річчю Незалежності України (25 червня 2021 р., м. Черкаси); Черкас. держ. технол. ун-т. — Черкаси: видавець фоп Гордієнко Є. І., 2021. — с. 24 — 38.
- Лазуренко В. М. Професор Станіслав Губар: патріот, який боровся за державну незалежність України // Матеріали IV-ої Всеукраїнської науково-практичної конференції «Культурно-історична спадщина України: перспективи дослідження та традиції збереження» (Черкаси — Канів, ЧДТУ, 07-08 жовтня 2021 р.) / упоряд. : В. М. Лазуренко, І. Ю. Стадник, О. О. Яшан ; М-во освіти і науки України, Черкас. держ. технол. ун-т. — Черкаси: видавець Гордієнко Є. І., 2021. — С. 7 — 16.
- Лазуренко В. М. Михайло Сирота: «Батько Конституції України» // Джерело. Вип. XVIII. Матеріали вісімнадцятої науково-практичної конференції «Історія рідного краю в контексті історії України» / Упор. О. Г. Шамрай. — Черкаси: «Вертикаль», видавець Кандич С. Г., 2021. — С. 5 — 15.
- Лазуренко В. М. Олександр Петриченко: поет, громадянин, патріот-українець // Персоналістичний вимір історії Черкащини: матеріали Другої регіональної історико-краєзнавчої конференції, присвяченої 85-річчю з дня народження доктора історичних наук, професора, заслуженого працівника освіти України Бушина Миколи Івановича (15 березня 2023 р., м. Черкаси: ЧДТУ) / упоряд. : В. М. Лазуренко, І. Ю. Стадник, О. О. Яшан, О. В. Литвин ; відповід. ред. проф. В. М. Лазуренко. — Черкаси: видавець Гордієнко Є. І., 2023. — С. 280—287.
- Лазуренко В. М. Бачення Вячеславом Чорноволом проблем міжнаціональних відносин, висловлене на конференції «Українсько-російські взаємини в суверенній Україні» у січні 1991 р. // Музеї у формуванні політики пам'яті: матеріали І — II Всеукраїнських науково-практичних конференцій (12 грудня 2023 р., м. Черкаси) / Відповід. ред.: І. В. Собко; Ред. кол.: В. М. Лазуренко, Т. П. Валах, І. Ю. Яшан, А. Д. Каліжникова. — Черкаси: ЧОКМ, 2023. С. 64 — 67.
- Лазуренко В. М. Персоналістичний вимір історії Черкащини як запорука формування  туристичної привабливості регіону // 100 видатних особистостей Черкащини: збірник у 2 т. Т.1 / Л. М. Чепурда, Г. М. Чепурда, С. С. Беляєва та ін. — Одеса: Олді+, 2023. — С. 6 — 9.
- Лазуренко В.М. Краяни доби «розстріляного відродження»: імена, віднайдені за матеріалами студій краєзнавців черкащини // Музеї у формуванні політики пам’яті. «Розстріляне відродження» в контексті формування національної культурної ідентичності: матеріали III Всеукраїнської науково-практичної конференції (06 листопада 2024 р., м. Черкаси) / Відповід.ред.: І. В. Собко; Ред. кол.: В. М. Лазуренко, Т. П. Валах, О. І. Черкашенко, І. Ю. Яшан, А. Д. Каліжникова. – Черкаси: ЧОКМ, 2025. – С. 41-50.
- Лазуренко В.М. Академік Петро Тронько: траєкторія людяності // Мельниченко В.М. Академік Петро Тронько і Шевченків край. – Черкаси: “Вертикаль”, видавець Кандич С.Г., 2025. – С. 33 – 37.

Наукове рецензування, упорядкування
- Єрмілов Є. П. Політологія. Навчальний посібник. — Черкаси: «Відлуння-Плюс», 2002. — 104 с. (Рецензент).
- Бушин М. І. Історія музею: від музейної кімнати до державного музею. — Черкаси: «Черкаський ЦНТЕІ», 2003. — 107 с. (Рецензент).
- Спілка «Витоки» у краєзнавчому русі України: досягнення і перспективи / Упорядник М. І. Бушин, В. М. Щербатюк. — Черкаси: «Черкаський ЦНТЕІ», 2004. — 439 с. (Рецензент).
- Кунченко-Харченко В. І. Документалістика. — Черкаси: РВЦ ЧДТУ, 2006. — 147 с. (Рецензент).
- Основи демократії: Навчально-методичний комплекс / Уклад. Н. А. Поденщикова. — Черкаси: Видавець Вовчок О. Ю., 2006. — 164 с. (Рецензент).
- Вовкотруб Ю. М. Нариси історії розвитку прикладної механіки в Україні в XIX ст. — Черкаси: «Вертикаль», видавець Кандич С. Г., 2007. — 200 с. (Рецензент).
- Методичні вказівки по написанню контрольних робіт з курсу «Історія середніх віків» для студентів заочної форми навчання / укладачі А. П. Іржавська, Р. К. Бутенко. — Черкаси: Вид. від. ЧНУ ім. Б.Хмельницького, 2008. — 92 с. (Рецензент).
- Драган Я. Г., Кунченко-Харченко В. І., Лега А. Ю. Нариси передісторії радіотехніки. — Черкаси: РВЦ ЦДТУ, 2008. — 31 с. (Рецензент).
- Драган Я. Г., Кунченко-Харченко В. І., Лега А. Ю. Нариси з ровитку радіотехніки в епоху науково-технічної революції та сучасності. — Черкаси: РВЦ ЦДТУ, 2008. — 44 с. (Рецензент).
- Професор Володимир Микитович Яценко. Серія: Вчені Черкаського державного технологічного університету. — Черкаси: ЧДТУ, 2009. — 76 с. (Автор-упорядник).
- Шамрай О. Г., Таран Г. М., Бондаренко Л. О., Вєтров О. В., Ляшко Ю. Ю., Чупак Т. П. Місто на скелястих берегах Тясмину. — Черкаси: «Вертикаль», видавець ПП Кандич С. Г., 2009. — 244 с. (Рецензент).
- Учений, Людина, Громадянин. Професор Юрій Лега. Серія: Вчені Черкаського державного технологічного університету / Автор-упорядник В. М. Лазуренко. — Черкаси: ЧДТУ, 2009. — 210 с.
- Навчально-методичний комплекс з дисципліни «Історія країн Азії, Африки та Латинської Америки нового часу» / укладачі: А. П. Іржавська, Т. В. Терещенко. — Черкаси: Вид. від. ЧНУ імені Богдана Хмельницького, 2010. — 368 с. (Рецензент).
- Черкаський державний технологічний університет. 50 років; автор-упорядник видання Лазуренко В. М. — Черкаси: ЧДТУ, Вид. Чабаненко Ю., 2010. — 292 с.
- Довідник із всесвітньої історії. Для вчителів та учнів загальноосвітніх навчальних закладів / під. заг. ред. В. П. Кравця. — Черкаси: ІнтролігаТОР, 2010. — 256 с. (Рецензент).
- Методичні рекомендації до контрольних робіт з курсу «Історія країн Азії, Африки та Латинської Америки нового часу» для студентів заочної форми навчання / укладач: А. П. Іржавська. — Черкаси: Вид. від. ЧНУ імені Богдана Хмельницького, 2011. — 100 с. (Рецензент).
- Іржавська А. П. Методичні рекомендації з організації самостійної роботи студентів заочної форми навчання з курсу «Історія країн Азії, Африки та Латинської Америки нового часу» // А. П. Іржавська. — Черкаси: Вид. від. ЧНУ ім. Богдана Хмельницького, 2011. — 56 с. (Рецензент).
- Іржавська А. П. Методичні рекомендації до семінарських занять з курсу  «Історія країн Азії, Африки та Латинської Америки нового часу» (постсередньовічний Схід XVIII ст. — колоніальний Схід початку XX ст.) для студентів денної форми навчання напряму підготовки 6.020302 — історія. — Черкаси: Вид. від. ЧНУ ім. Богдана Хмельницького, 2012. — 48 с. (Рецензент).
- Шамрай О. Г., Гончарик О. Г. Олександр Антонович Захаренко. — Черкаси: Вертикаль., видавецьКандич С. Г., 2012. — 96 с. (Рецензент).
- Лавріненко Н. П. Максим Залізняк: факти, міфи, зображення. — К.: Емма, 2012. — 84 с. (Рецензент).
- Лавріненко Н., Кукса Н., Сиволап М. Медведівський Свято-Миколаївський монастир. — Черкаси: видавництво Ю. Чабаненко, 2012. — 84 с. (Рецензент).
- Парахіна М. Б. Основні засади «теорії боротьби двох культур»: проблеми російсько-українського минулого і сучасність. — Черкаси: ЧДТУ, 2012. — 120 с. (Рецензент).
- Мазур О. О., Куниця З. П., Іржавська А. П. Новітня історія України (XX—XXI ст.): навчально-методичний посібник для викладачів та слухачів підготовчих курсів. –Черкаси: Вид. від. ЧНУ ім. Богдана Хмельницького, 2012. — 92 с. (Рецензент).
- Сухушина О. В. Історія СРСР: Навчально-методичні матеріали для студентів денного відділення науково-навчального інституту історії та філософії  (напрям підготовки «Історія»). — Черкаси: ЧНУ ім. Богдана Хмельницького, 2012. — 92 с. (Рецензент).
- Терещенко Т. В. Актуальні аспекти історії країн Латинської Америки  (XVII — початок XXI ст.): навчально-методичний посібник. — Черкаси: ЧНУ ім. Богдана Хмельницького, 2013. — 108 с. (Рецензент).
- Звірковський І. В. Методичні рекомендації з навчальної дисципліни «Етнодемографічна історія країн Європи»: для студентів денної форми навчання напрямку підготовки 6.020302 — історія / І. В. Звірковський. — Черкаси: ЧНУ ім. Б. Хмельницького, 2013. — 48 с. (Рецензент).
- Іржавська А. П. Історія країн Азії, Африки та Латинської Америки нового часу. Навчально-методичний посібник для студентів заочної форми навчання. — Черкаси: Вид. від. ЧНУ ім. Богдана Хмельницького, 2013. — 116 с. (Рецензент).
- Голиш Г. М., Голиш Л. Г. Покликані високим і вічним. — Черкаси: ЧНУ імені Богдана Хмельницького, 2013. — 172 с. (Рецензент).
- Мельниченко В. М., Чабан А. Ю. Наймолодша в Україні. Черкаській області — 60 років: етапи розвитку, люди і події. — Черкаси: Вертикаль, видавець Кандич С. Г., 2013. — 256 с. (Рецензент).
- Реабілітовані історією. Черкаська область. Книга 8. — Черкаси: «ІнтролігаТОР», 2013. — 800 с. (Рецензент).
- Приліпко М. В. Чорнобаївщина. Нариси історії населених пунктів (від найдавніших  часів до сьогодення). — Черкаси: видавець Чабаненко Ю. А., 2014. — 566 с. (Рецензент).
- Іржавська А. П., Терещенко Т. В. Актуальні аспекти історії країн Латинської Америки (XVII — початок XXI ст.). Навчально-методичний посібник. — Черкаси: ЧНУ імені Богдана Хмельницького, 2015. — 140 с. (Рецензент).
- Іржавська А. П., Терещенко Т. В. Історія країн Азії, Африки та Латинської Америки: навчально-методичний посібник. — Черкаси: ЧНУ імені Богдана Хмельницького, 2015. — 416 с. (Рецензент).
- Лепський В. В., Самков А. Н. Жаботинский Свято-Онуфриевский мужской монастир. — Черкассы: издатель Андрощук П. С., 2015. — 290 с. (Рецензент).
- Терещенко Т. В. Цінності європейської цивілізації: навчально-методичний посібник. — Черкаси: видавець Кандич С. Г., 2016. — 172 с. (Рецензент).
- Чабан Анатолій Юзефович: доктор історичних наук, професор: біобібліографічний покажчик. Серія: Бібліографія вчених України– Черкаси: Вид. від. ЧНУ ім. Б. Хмельницького, 2016. — 64 с. (Рецензент).
- Образ Білорусі в історіографії та історичній памяті українців. Колективна монографія / Керів. автор. кол. та ред. В. В. Масненко. — Черкаси: ЧНУ ім.. Б. Хмельницького, 2015. — 200 с. (серія: «Історіографічні студії», Вип.3). (Рецензент).
- Гоцуляк В. В. Курсова робота з історії: методика підготовки й оформлення. Навчально-методичний посібник. 4-те вид., допов. — Черкаси: ФОП Нечитайло О. Ф., 2016. — 116 с. (Рецензент).
- Данилевський В. В. Ревізія та деміфологізація української історії на сторінках вітчизняних часописів у період перебудови (1985—1991 рр.). — Черкаси: Видавець ФОП Гордієнко Є. І., 2016. — 30 с. (Рецензент).
- Скороход Л. І. Сміла — край притясминський: Збірка краєзнавчих матеріалів. — Вид. 2-ге переробл.  і доповн. 1-ше вид. — 2015. — Чорнобай: Чорнобаївське КПП, 2017. — 488 с. (Рецензент).
- Джерело. Науково-популярне видання. Випуск XIV. Матеріали чотирнадцятої науково-краєзнавчої конференції «Історія рідного краю в контексті історії України», присвяченій 100-річчю Української революції (1917—1921 рр.), 135-річчю від дня народження Кароля Шимановського, 80-річчю від дня народженя О. А. Захаренка. 21 квітня 2017 р. — Черкаси: «Вертикаль», 2017. — 166 с. (Рецензент).
- Данилевський В. В. Національні, мовні та релігійні проблеми України у фокусі журнальної публіцистики в добу перебудови (1985—1991 рр.). — Черкаси: Видавець ФОП Гордієнко Є. І., 2017. — 30 с. (Рецензент).
- Мельниченко В. М. Цей день в історії Черкащини. Хронологічний довідник. — Черкаси: «Вертикаль», видавець Кандич С. Г., 2017. — 48 с. (Рецензент).
- Калініна С. А., Корновенко С. В., Маркова С. В., Романець Н. Р. «Великий перелом» на селі. Фінал селянської революції (1929—1933 рр.): монографія. — Черкаси: ЧНУ ім. Б. Хмельницького, 2017. — 300 с. (Рецензент).
- Левченко І. М. Соціокультурні та персоно логічні виміри діяльності природничих та медичних товариств на теренах України у другій половині XIX — на початку XX ст.: монографія. — Переяслав-Хмельницький (Київська область), 2017. — 412 с. (Рецензент).
- Нерубайський І. А. Глибочок над Гірським Тікичем: історія українського села на тлі історії України. — К.: КВІЦ, 2017. — 688 с. (Рецензент).
- Нераденко Т. М. Правобережна Черкащина: туристично-краєзнавчий потенціал: краєзнавче науково-популярне видання. — Черкаси: Видавець Чабаненко Ю. А., 2018. — 498 с. (Рецензент).
- Джерело. Науково-популярне видання. Випуск XV. Матеріали п'ятнадцятої  науково-краєзнавчої конференції «Історія рідного краю в контексті історії України», присвячені 100-річчю початку боротьби Холодноярської організації за волю і Незалежність України у 1918—1922 рр., 85-річчю Голодомору в Україні в 1932—1933 рр., 80-річчю Великого терору в Україні в 1937—1938 рр. / Упоряд. О. Г. Шамрай. — Черкаси: «Вертикаль», видавець Кандич С. Г., 2018. — 176 с. (Рецензент).
- Кукса Н. В., Діденко Я. Л. Наддніпрянська минувшина. XVIII—XX століття. — Черкаси: Вертикаль, видавець Кандич С. Г., 2018. — 300 с. (Рецензент).
- Мельниченко Василь Миколайович: кандидат історичних наук, професор: біобібліограф. покажч. Вип. 27 / уклад. Л. І. Синявська, авт. вступ. ст. О. П. Реєнт. — Черкаси: Вертикаль, 2019. — 76 с. (Рецензент).
- Місто на скелястих берегах Тясмину / Шамрай О. Г., Таран Г. М., Чупак Т. П., Пугач Т. П., Висоцька Л. Г., Бондаренко Л. О., Вєтров О. В., Ляшко Ю. Ю., Мушта О. А., Єфремцева А. П., Джулай Т. В., Конарєва Т. Д., Людний Ф. П., Могилка А. П., Морозова В. А., Туренко Л. І. та ін. — Черкаси: «Вертикаль», видавець ФОП Кандич С. Г., 2019. — 300 с. (Рецензент).
- Козоріз В. П. Драбів і Драбівщина. Нариси з історії рідного краю / В. П. Козоріз. — Черкаси: Вертикаль, видавець Кандич С. Г., 2019. — 564 с. : іл., фото. (Рецензент).
- Шамрай Олександр Григорович: кандидат історичних наук, почесний краєзнавець України: біобібліограф. покажч. Вип. 2 / уклад. В. А. Морозова. — Черкаси: Вертикаль, 2020. — 80 с.: фото (Рецензент).
- Відомі особистості Кам'янщини / автор-укл. О. Г. Шамрай. — Черкаси: Вертикаль, видавець Кандич С. Г., 2020. — 320 с.: фото (Рецензент).
- Корновенко С. В., Земзюліна Н. І., Ковальова Н. А., Малиновський Б. В., Масненко В. В., Морозов А. Г., Михайлюк О. В., Пасічна Ю. Г. Селянство, земля і влада в період Української революції (1917—1921 рр.). — Черкаси, 2020. — 440 с. (Рецензент).
- Кукса Н. В. Церква Святого Пророка Іллі в Суботові: минуле і сьогодення усипальниці Богдана Хмельницького. — Черкаси: «Вертикаль», видавець Кандич С. Г., 2020. — 380 с. (Рецензент).
- Мельниченко В. М. Військово-політичні проблеми у міжнародних відносинах. Навчальний посібник. — Черкаси: «Вертикаль», видавець Кандич С. Г., 2020. — 128 с. (Рецензент).
- Мельниченко В. М. Історія преси Черкащини (XX — початок XXI ст.). — Черкаси: «Вертикаль», видавець ФОП Кандич С. Г., 2020. — 240 с. (Рецензент).
- Чабан Анатолій Юзефович: біобібліограф. покажч. / уклад.: Л. Г. Лисиця, О. З. Силка, Л. І. Синявська: авт. вступ. сл. В. М. Мельниченко. — Черкаси: Вертикаль, 2021. — 108 с. (Рецензент).
- Боєчко В. Ф., Івангородський К. В. Етнокультура: навчально-методичний посібник для студентів неісторичних спеціальностей. — Черкаси: ЧНУ, 2021. — 72 с.
- Діденко Я., Кукса Н. Хранителі спадщини Потясминня: мандрівка крізь часи. — Черкаси: «Вертикаль», видавець Кандич С. Г., 2021. — 168 с. (Рецензент).
- Тренкін Ю. В. Український феномен: селянин-кредитор: монографія / М-во освіти і науки України, Черкас. держ. технол. ун-т. — Черкаси: ФОП Гордієнко Є. І., 2022. — 234 с. (Рецензент).
- Голиш Г. М. Село Деньги в українській історії від давнини до сьогодення: люди і події: історико-краєзнавчий нарис / Г. М. Голиш, А. Ю. Воропай, Л. Г. Лисиця ; ред. Г. М. Голиш. — Черкаси: Вертикаль, 2022. — 328 с. (Рецензент).
- Шумейко К. В. Немає милішого краю ніж той, де судилось зрости. Папужинці й папужани: історія й сьогодення.  – Чернігів: ПАТ "ПВК «Десна», 2023. — 704 с. (Рецензент).
- Черкаси: історія і сучасність: навчальний посібник для закладів загальн. серед. освіти / Департамент освіти Черкаської міської ради, Черкаська обласна організація Національної спілки краєзнавців України; за ред. В. М. Мельниченка. — Черкаси: «Вертикаль», видавець Кандич С. Г., 2023. — 280 с. (Рецензент).
- Клименко Т. А. Теорія та практика експертизи документів: навч. посіб. [Електронний ресурс]; М-во освіти і науки України, Черкас. держ. технол. ун-т. — Черкаси: ЧДТУ, 2023. — 271 с. (Рецензент).
- 100 видатних особистостей Черкащини: збірник у 2 т. Т.1 / Л. М. Чепурда, Г. М. Чепурда, С. С. Беляєва та ін. — Одеса: Олді+, 2023. — 164 с. (Рецензент).
- Краєзнавчий календар Золотоніщини: ювілеї. 2023 рік / авт.-упоряд. Г. М. Голиш. – Черкаси: Вертикаль, 2023. – 24 с. (рецензент).
- Джерело. Вип. XIX. Матеріали дев’ятнадцятої науково-практичної конференції “Історія рідного краю в контексті історії України” / Упор. О.Г. Шамрай. – Черкаси: “Вертикаль”, видавець Кандич С.Г., 2023. – 192 с. (рецензент).
- Джерело. Вип. XX. Матеріали двадцятої науково-практичної конференції “Історія рідного краю в контексті історії України” / Упор. О.Г. Шамрай. – Черкаси: “Вертикаль”, видавець Кандич С.Г., 2024. – 146 с. (рецензент).
- Волошин І. В. «Добробут»: ворота на європейські ринки (1924—1929 рр.). — Черкаси: видавець ФОП Гордієнко Є. І., 2024. — 188 с. (Рецензент).
- Альбом спогадів «Кременчуцьке „море“: незатоплена пам'ять» до 65-річчя переселення і створення «нових» придніпровських сіл Чигиринщини / Упорядник Наталія Чигирик. — Черкаси, 2024. — 117 с. (Рецензент).
- Голиш Григорій Михайлович: біобібліографічний покажчик  / уклад.: Л. Г. Лисиця; авт. вступ. ст.: О. Є. Лисенко, О. Г. Перехрест. – Черкаси : Вид. Чабаненко Ю. А., 2024. – 162 с. (рецензент).
- Календар Золотоніщини: ювілеї. 2024 рік / авт.-упоряд. Г. М. Голиш. — Черкаси: Вертикаль, 2024. — 36 с. (Рецензент).
- Краєзнавчий календар Золотоніщини: ювілеї. 2025 рік / авт.-упоряд. Г. М. Голиш. – Черкаси: Вид. Чабаненко Ю.А., 2025. – 36 с. (рецензент).
- Пепчук А.Л. Село... “у нокауті”. Коротка історія села Босівка на Лисянщині. – К.: Фенікс, 2025.  175 с. (Рецензент).

## Нагороди
- 1999—2001 — навчаючись в аспірантурі Черкаського інженерно-технологічного інституту (відповідно до протоколу № 5/3-6 Міністерства освіти України від 28 квітня 1999 р. та постанови № 2 від 29 квітня 1999 р. Президії Комітету по Державних преміях України в галузі науки і техніки) отримував стипендію Кабінету Міністрів України для молодих учених;
- 2004 — Диплом Першого ступеня Всеукраїнського літературно-творчого конкурсу «Тобі, XXI століття» та Фестивалі мистецтв — 2004;
- 2005 — Лауреат Черкаської обласної краєзнавчої премії імені Михайла Максимовича;
- 2006 — Лауреат Черкаської обласної журналістської премії «Прометей»;
- 2006 — Почесний знак Національної спілки журналістів України «Почесний журналіст України»;
- 2010 — Диплом Почесного громадянина села Суботів Чигиринського району Черкаської області (рішення сесії Суботівської сільської ради № 33-/V від 23 липня 2010 р.);
- 2010 — Відзнака Міністерства культури і туризму України «Почесний працівник туризму України»;
- 2011 — Почесне звання Національної спілки краєзнавців України «Почесний краєзнавець України»;
- 2011 — Лауреат Премії імені народного вчителя О. А. Захаренка;
- 2013 — Грамота Державної служби туризму і курортів Міністерства культури і туризму України;
- 2014 — Відзнака Президента України — медаль «70 років визволення України від фашистських загарбників»;
- 2016 — Відзнака Міністерства освіти і науки України «Відмінник освіти»;
- 2017 — За вагомий внесок у розвиток науки та освіти, плідну науково-педагогічну діяльність, підготовку висококваліфікованих фахівців, сумлінну працю та високий професіоналізм нагороджений державною нагородою — Грамотою Верховної Ради України «За заслуги перед Українським народом» (Розпорядження Голови Верховної Ради України № 389-к від 30 червня 2017 р.).
- 2019 — Диплом лауреата I премії конкурсу «Краще видання року» Національної Академії наук вищої освіти України за працю «У пошуках крипти великого державотворця України Богдана Хмельницького. Поховання гетьмана України Богдана Хмельницького в Іллінській церкві у с. Суботів: від столітніх досліджень, легенд та міфів до сучасних наукових гіпотез» у номінації «Монографії».
- 2019 — медаль «Гордість Черкащини» (рішення Черкаської обласної державної адміністрації від 11.12.2019 р.).
- 2019 — Медаль ім. Івана Івановича Огієнка (посвідчення № 009; рішення президії Національної Академії наук вищої освіти України від 14.12.2019 р., протокол № 4).
- 2020 — почесне звання Заслужений працівник освіти України[1] (Указ Президента України 186/2020 від 15 травня 2020 р.; за вагомий особистий внесок у розвиток вітчизняної науки, зміцнення науково-технічного потенціалу України, багаторічну сумлінну працю та високий професіоналізм).
- 2021 р. — Почесна грамота Управління освіти і науки Черкаської обласної державної адміністрації (Наказ від 25.05.2021 № 45-к/ос).
- 2022 р. — Почесна грамота Президії Федерації профспілок Черкаської області (29.08.2022, П-8).
- 2022 р. — Диплом академіка Академії політико-правових наук України (АА-025).
- 2022 р. — Почесна грамота Черкаської районної військової адміністрації і Черкаської районної ради (Наказ № 3111 від 30 вересня 2022 р.).
- 2022 р. — Орден Святого рівноапостольного князя Володимира III ступеня та Грамота за заслуги перед Помісною Українською Православною Церквою та побожним народом (Наказ № 533 від 01 вересня 2022 р. Митрополита Київського і всієї України Епіфанія).
- 2022 р. — Грамота Черкаської міської ради (рішення тридцятої сесії Черкаської міської ради від 29.09.2022 р. № 30-23).
- 2022 р. — Медаль імені Святого Володимира (рішення Президії Національної академії наук вищої освіти України від 20 грудня 2022 р. (протокол № 1).
- 2023 р. — Подяка Президії Національної академії наук України від 3 травня 2023 р.
- 2023 р. — Лауреат Премії імені Петра Тронька[2].
- 2023 р. — Почесна грамота Верховної Ради України «За особливі заслуги перед Українським народом» (Розпорядження Голови Верховної Ради України № 702-к від 23 червня 2023 р.).
- 2023 р. — Орден Альфреда Нобеля (рішення Президії Національної академії наук вищої освіти України від 16 грудня 2023 р. (протокол № 1).
- 2024 р. — Подяка Комунального закладу «Черкаський обласний центр роботи з обдарованими дітьми Черкаської обласної ради» (Наказ від 22.04.2024 № 15) за підготовку переможця II етапу Всеукраїнського конкурсу-захисту науково-дослідницьких робіт учнів-членів Малої академії наук України.
- 2025 р. – Нагрудний знак Міністерства освіти і науки України «За наукові та освітні досягнення» (Наказ № 20-к Міністерства освіти і науки України від 30 січня 2025 р.).